# 熊本市交通局
熊本市交通局（くまもとしこうつうきょく）は、日本の熊本県熊本市で公共交通事業を行う熊本市の地方公営企業の一つで、熊本市電（路面電車）を運営している。交通局庁舎は熊本市中央区大江5丁目に所在する。
かつては熊本市営バス（くまもとしえいバス）として公営バス（乗合バス事業）も運営していたが、2015年（平成27年）3月31日をもって廃止され、熊本都市バスに移管された。
熊本市電についても2025年度に上下分離方式を導入することを決定しており、2024年度に熊本市交通局を廃止し、2025年（令和7年）4月から熊本市に車両や軌道の管理を担う部署を新設することになっている。熊本市電の運行は熊本市が出資する一般財団法人に移行する。2024年7月にその一般財団法人熊本市公共交通公社が設立された。

## 歴史

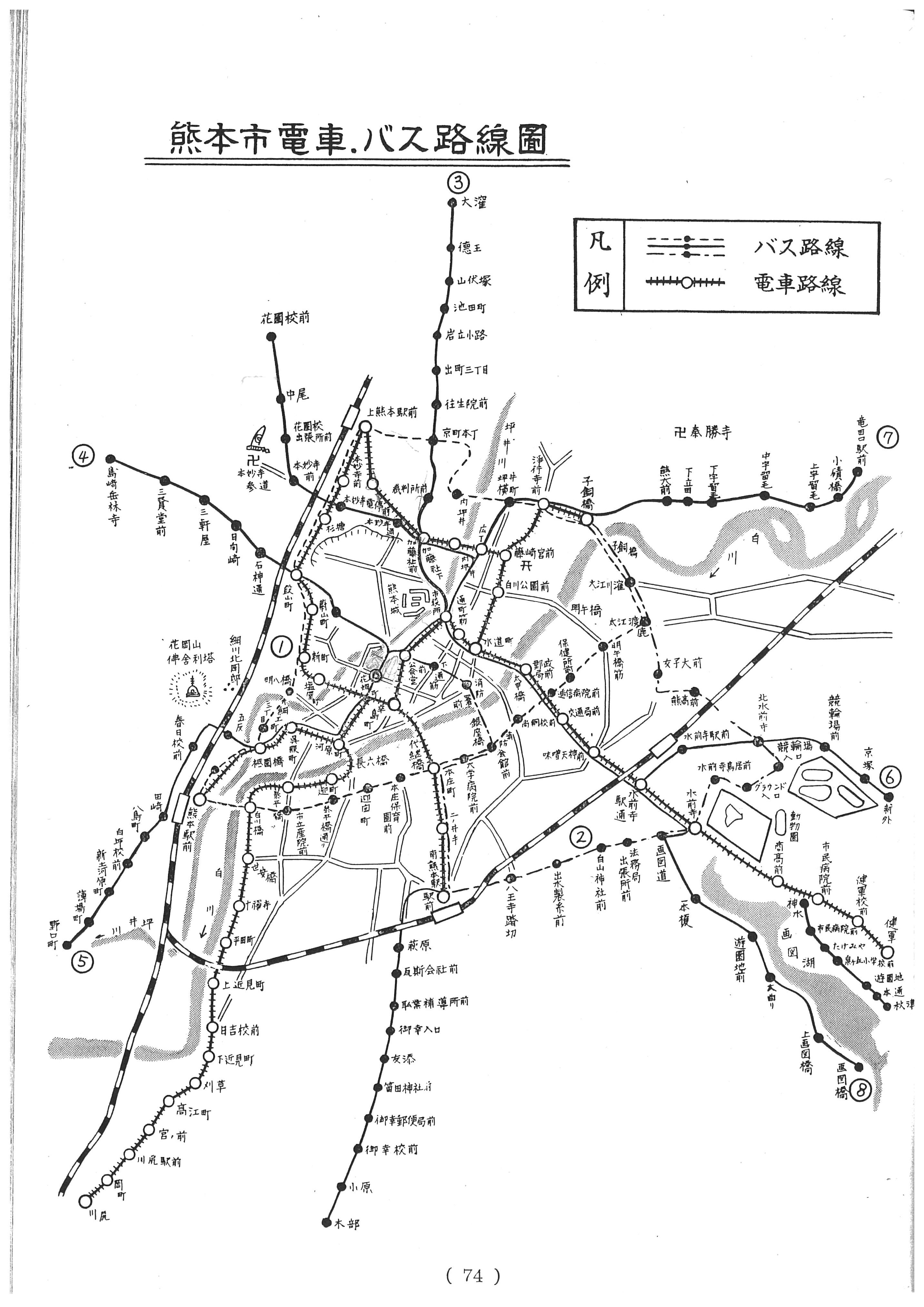
1956年頃の熊本市電・バス路線図。徳王-大窪間は北部村を通過する

熊本市内の交通機関としては、明治末期より大日本軌道が運行されていたが、蒸気軌道のため評判はよくなかった。市民から電車化の要望が出てくるようになり、市当局では1917年（大正6年）に「電車期成会」を結成し、翌年には同じ九州で当時既に電車が運行されていた福岡、長崎、久留米、鹿児島の各都市へ視察団を派遣した。こうした結果を踏まえ、熊本市では大日本軌道と電車化についての交渉をすることとなった。大日本軌道側も電車化を受け入れたが、結局実現はみることはなかった。そこで熊本市では審議の結果、電気会社（電力会社）の熊本電気に対し、軌道事業の兼営を提案することになった。交渉の結果、熊本電気も条件付きで受け入れることになり、1920年（大正9年）仮契約を結ぶことになった。しかし、この年の不況により計画は中断してしまう。
その後、熊本電気は新会社を設立して軌道事業を経営するという提案をした。熊本市もこれを了承し、1921年（大正10年）11月に軌道敷設特許状が下付されるのを待って、熊本電車株式会社が設立された。ところがこの頃から、市民の間からは電車市営の要望が出されるようになる。1922年（大正11年）には新市長が誕生したことにより、市営化の方針となり、軌道特許敷設権は熊本市へ譲渡されることとなった。
熊本市では第一期工事として、幹線と水前寺線を選定した。その建設費は起債によることとして、1923年（大正12年）3月に許可を得た。そして5月から用地買収に取り掛かった。幹線は熊本駅前を起点とする市の中心部を貫通する道路であるが、道幅は狭く、幅員を10間ないし12間に拡張することになった。幸い家屋移転は順調に進み、10月には起工式を挙げ、1924年（大正13年）8月1日に開通した。
第二期工事（春竹線、上熊本線、黒髪線〈子飼橋線〉）については、1926年（大正15年）6月16日に市議会において可決され、工事施工及び起債発行の申請が1927年（昭和2年）4月及び7月に認可となったため、1928年（昭和3年）より用地買収と工事にかかり、1928年（昭和3年）12月に黒髪線が開通。1929年（昭和4年）6月に春竹線辛島町 - 春竹間および上熊本線辛島町 - 段山町間が開通した。上熊本線段山町 - 上熊本駅前間は藤崎台にある陸軍練兵場の堀鑿や井芹川の改修工事、耕地整理事業の関係で着工が遅れていた。市では1935年（昭和10年）3月の熊本大博覧会の開催までには開通するべく昼夜工事を敢行し、博覧会開催の前日の1935年（昭和10年）3月24日に開通することができた。
熊本市内には熊本市のほか、熊本電気軌道が運営する路面電車路線もあったが、1945年に熊本市は熊本電気軌道を買収した。

### 上下分離方式の導入
2023年（令和5年）3月7日、熊本市議会都市整備委員会で市交通局は「上下分離方式」の導入に伴い、2024年度に交通局を廃止する方針を示した。上下分離方式の導入に伴い、市電の運行は熊本市が出資する一般財団法人に移行し、熊本市は2025年4月に車両や軌道の管理を担う部署を新設することになっている。
熊本市交通局の運転士ら111人については熊本市が出資する一般財団法人の正規職員として採用する方針で、事務職や技工職の正規職員84人は熊本市から法人への出向という形を取る。
2024年7月17日、熊本市は同月1日に一般財団法人熊本市公共交通公社を設立したことを発表した。
2024年11月22日、大西市長が上下分離計画の精査を市議会に指示し、上下分離方式の導入が延期される見通しを発表した。

### 年表

#### 20世紀前半
- 1921年（大正10年）

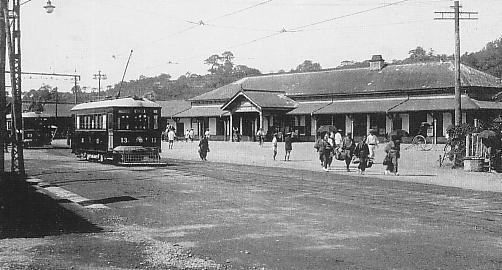
大正期の熊本駅前と熊本市電

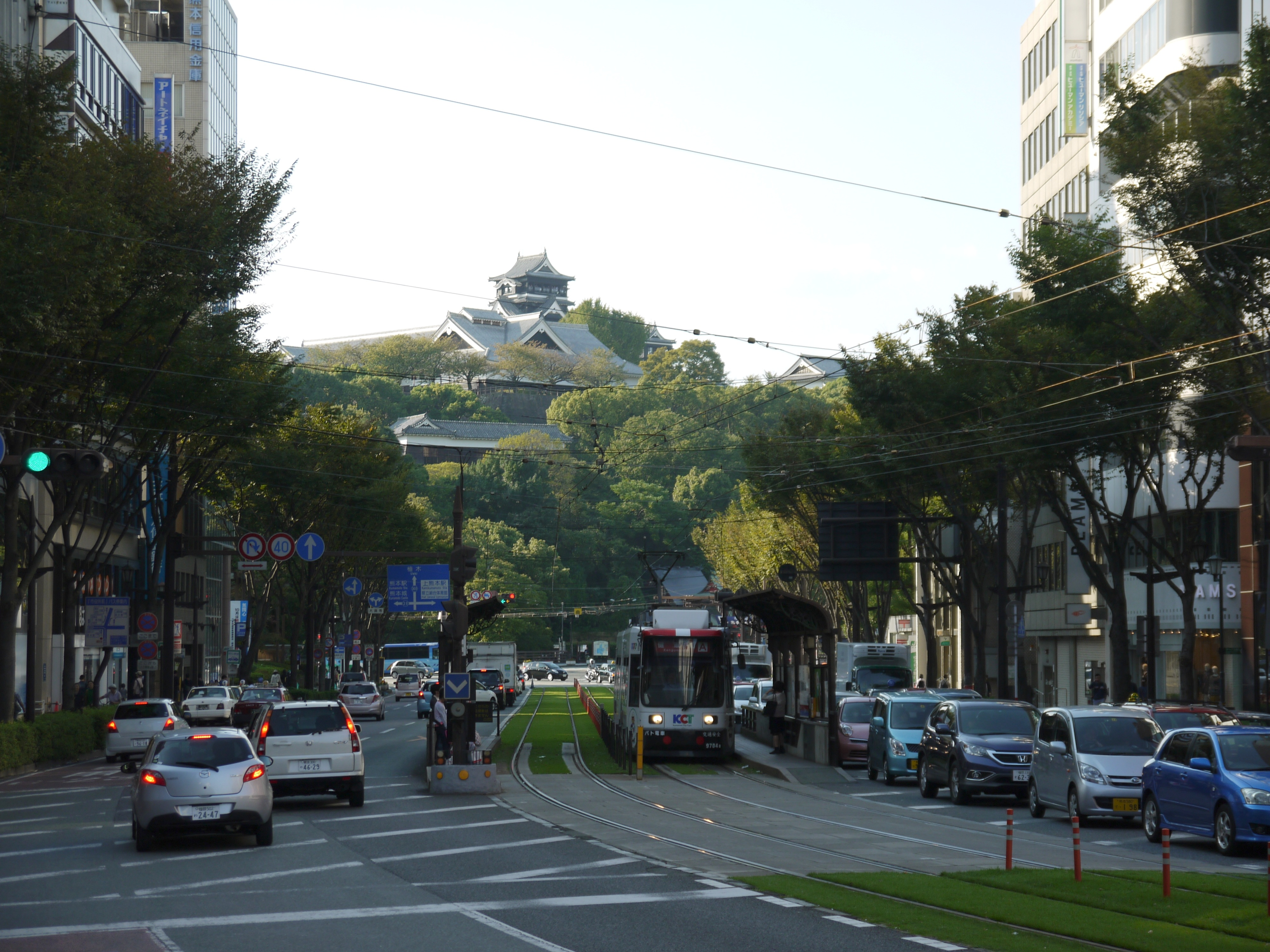
軌道緑化された通町筋電停の市電と熊本城

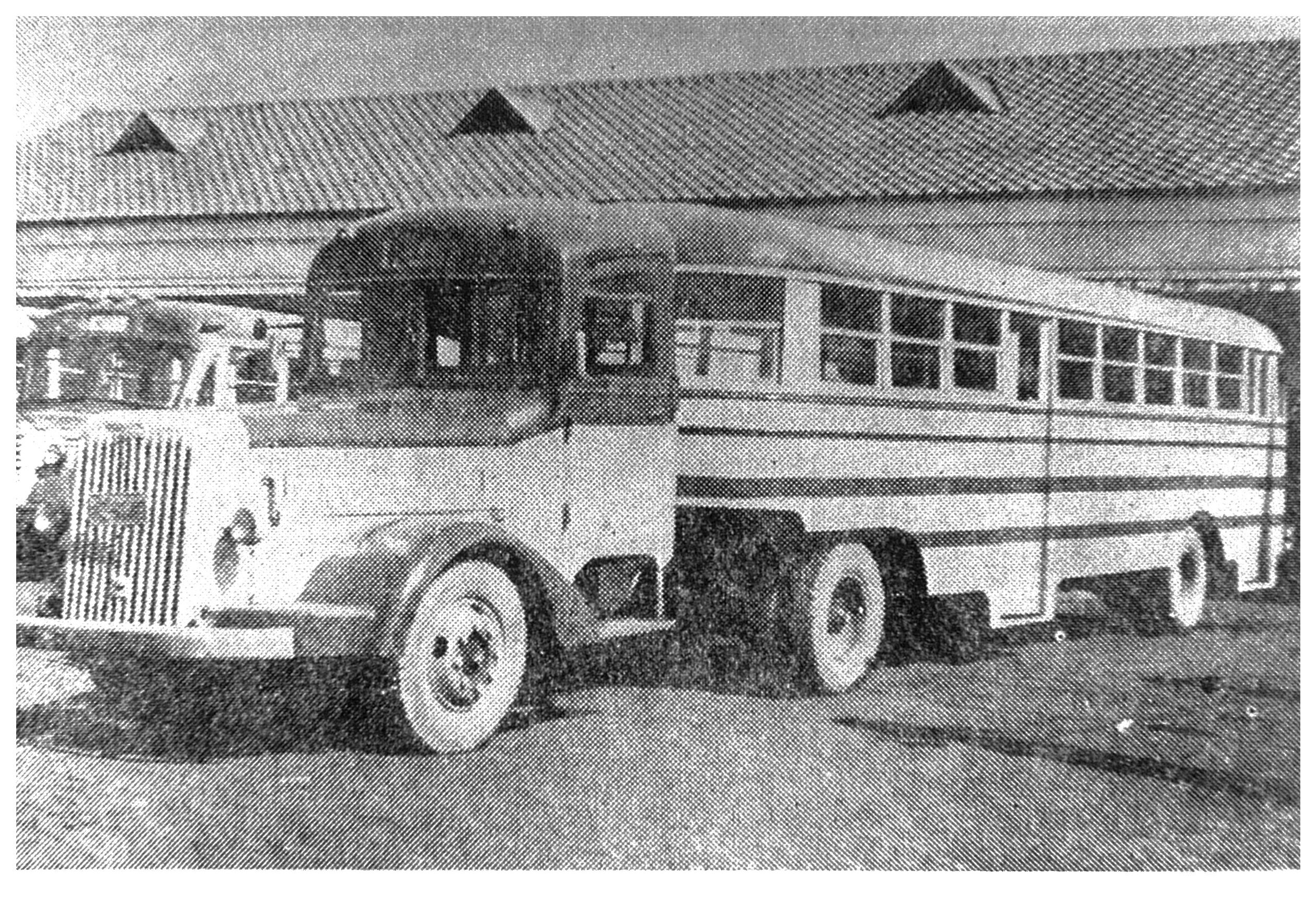
1954年頃のトレーラーバス

  - 11月14日 - 熊本電車に対して軌道特許状下付[7]。
  - 11月16日 - 熊本電車株式会社を設立。
- 1923年（大正12年）4月13日 - 熊本電車は予定線の特許などの全権利義務を熊本市へ譲渡し[8]、のちに解散。
- 1924年（大正13年）8月1日 - 幹線熊本駅前 - 浄行寺町間および水前寺線水道町 - 水前寺間が開通。当初の事業者は熊本市電車部。
- 1926年（大正15年）5月11日 - 水道部と統合して電気水道局に改組。
- 1927年（昭和2年）11月23日 - バス事業開始。当時は熊本市外であった健軍村、龍田村への乗り入れも行われた[9]。
- 1928年（昭和3年）
  - 6月21日 - 水道局が分離して電気局に改組。
  - 12月26日 - 黒髪線浄行寺町 - 子飼橋間が開通。
- 1929年（昭和4年）6月20日 - 春竹線辛島町 - 春竹駅前（のちの南熊本駅前）間および上熊本線辛島町 - 段山町間が開通。
- 1932年（昭和7年）12月28日 - 電気局局舎を大江町九品寺（現在地）に移転。
- 1935年（昭和10年）3月24日 - 上熊本線段山町 - 上熊本駅前間が開通。
- 1937年（昭和12年）2月9日 - 軌道特許失効（1921年11月14日特許 熊本市東坪井町-同市池田町間、同市薬園町-同市黒髪町間、同市水道町-同市新鍛冶町間、指定ノ期限マテニ施工認可申請為ササルタメ）[10]。
- 1944年（昭和19年）6月1日 - 熊本市電気局を熊本市交通局に改称。
- 1945年（昭和20年）
  - 5月6日 - 健軍線水前寺公園 - 三菱工場前（現在の健軍町）間が開通。
  - 12月1日 - 熊本電気軌道を買収し、同社が保有していた百貫線田崎 - 百貫石間および川尻線河原町 - 川尻町間を交通局の管理下に置く（百貫線は休止中のまま買収し、そのまま再開せず）。

#### 20世紀後半
- 1954年（昭和29年）10月1日 - 坪井線藤崎宮前 - 上熊本駅前間が開通。
- 1959年（昭和34年）
  - 8月1日 - 局舎を建替。
  - 12月24日 - 田崎線熊本駅前 - 田崎橋間が開通。
- 1965年（昭和40年）
  - 2月11日 - 休止中の百貫線を廃止。
  - 2月21日 - 川尻線を廃止。
- 1970年（昭和45年）5月1日 - 坪井線および春竹線を廃止。
- 1972年（昭和47年）3月1日 - 幹線水道町 - 浄行寺町間および黒髪線を廃止。
- 1978年（昭和53年）8月2日 - 1200型電車改造による初の冷房車が2両登場[11]。
- 1979年（昭和54年）
  - 5月3日 - 貸切バス事業を休止（廃止は同年8月1日）。
  - 12月14日 - 上熊本線の存続を議決。
- 1982年（昭和57年）8月2日 - 日本全国初のVVVFインバータ方式軽快電車8200型運行開始。
- 1983年（昭和58年）7月24日 - 8200型電車が鉄道友の会 ローレル賞受賞。
- 1988年（昭和63年）12月18日 - 国際交流電車「サンアントニオ号」（8801号）命名式。
- 1989年（平成元年）7月29日 - 国際交流電車「桂林号」（8802号）命名式。市政100周年記念運行（1353号）。
- 1992年（平成4年）
  - 8月1日 - 火の国祭り出発式の中で戦後初の女性運転士登場（1名）。
  - 9月14日 - 国際交流電車「ハイデルベルク号」（9201号）命名式。
- 1993年（平成5年）9月23日 - レトロ調電車101号の登場。
- 1996年（平成8年）7月13日 - 貸切事業免許を再取得し熊本競輪の無料バス輸送を開始。
- 1997年（平成9年）8月1日 - 超低床電車9700型運行開始式。
- 1998年（平成10年）4月17日 - 9700型が第19回国際交通安全学会賞とローレル賞受賞。

#### 2000年代
- 2001年（平成19年）10月24日 - 10月28日 - 「路面電車サミットin熊本」を開催[12]。
- 2002年（平成14年）9月30日 - 市電の車庫・検査設備を上熊本駅前へ移転（局舎は移転せず）。建物跡地は県道（電車通り）に面しては「熊本市総合保健福祉センター」となったが、奧に若干の留置線があり、局舎は留置線を挟んだ位置に新築された。
- 2004年（平成16年） - 市営バス路線の民間バス事業者への民間移譲が開始される。
- 2005年（平成17年）10月1日 - 市電全線130円均一運賃の試行（同年10月31日まで）。
- 2006年（平成18年）
  - 7月1日からの夏季3か月間にビール電車「ビアガー電」運行開始。
  - 10月1日 - 市電全線150円均一運賃の試行（同年12月31日まで）。
- 2007年（平成19年）
  - 10月12日 - 市電全線150円均一運賃の実施。
  - 12月15日 - 大江新局舎落成（2008年2月18日に移転）。
  - 12月25日 - 熊本都市バス設立。
- 2008年（平成20年）12月10日 - イルミネーション電車運行開始。
- 2009年（平成21年）
  - 3月27日 - 熊本市と熊本都市バスが協定書に調印。
  - 4月1日 - 熊本市営バス本山車庫と管轄路線を熊本都市バスへ移譲。
  - 4月1日 - 超低床電車0800型運行開始。

#### 2010年代
- 2010年（平成22年）4月26日 - 田崎線をサイドリザベーション化。市電「緑のじゅうたん」サポーター制度開始[13]。市役所前 - 通町筋間を軌道緑化。
- 2011年（平成23年）
  - 3月1日 - 市電の運行系統の名称変更と色分け、一部の電停名称変更、停留場ナンバリングを実施。通町筋 - 水道町間を軌道緑化。
  - 4月1日 - 熊本市営バス上熊本営業所と管轄路線を熊本都市バスへ移譲。
- 2012年（平成24年）4月1日 - 熊本市営バス小峯営業所が管轄する一部路線を熊本都市バスへ移譲。以降2015年4月1日まで段階的に移管開始。
- 2013年（平成25年）4月1日 - 熊本市営バス小峯営業所が管轄する一部路線を熊本都市バスへ移譲。
- 2014年（平成26年）
  - 3月28日 - 交通系ICカード「nimoca」を「でんでんnimoca」の名称で導入、運用開始。交通系ICカード全国相互利用サービスにも加入[14][15]。
  - 4月1日 - 熊本市営バス小峯営業所が管轄する一部路線を熊本都市バスへ移譲。
  - 10月3日 - 水戸岡鋭治デザイン市電車両「COCORO」運行開始。
- 2015年（平成27年）
  - 3月31日 - この日をもってバス事業を廃止、「熊本市営バス」としての88年の歴史に幕を下ろす[1]。
  - 4月1日 - 最後まで市営バスとして運行していた1路線「小峯京塚線」がこの日より熊本都市バスに譲渡され、2004年から進めていた市営バス路線の民間移譲が全路線完了[1]。
  - 8月7日 - 熊本地域振興ICカード「くまモンのIC CARD」を導入、運用開始[16]。
- 2016年（平成28年）
  - 2月1日 - 市電の運賃を170円に値上げ[17]。
  - 11月 - 2017年（平成29年）3月にかけて、熊本市出身のモノマネ芸人・コロッケの声による一部の市電停留場の案内放送を実施。
- 2019年（平成31年/令和元年）
  - 4月1日 - 電車課を運行管理課に改称。市電の全車両内で無料公衆無線LANサービス「くまもとフリーWi-Fi」の提供を開始[18]。
  - 9月30日 - 同日未明、大江車庫に停泊していた電車が下り坂で動きだし、金属製の門扉を押し破って車道上に逸走。道路を走行中の自動車等に被害はなかった。原因は車止めの付け忘れ[19]。
  - 10月1日 - 一部の電停名称を変更。

#### 2020年代
- 2020年（令和2年）
  - 4月25日 - 土曜ダイヤと日祝ダイヤを統合。平日ダイヤにおける深夜運行の減便・区間変更により日付越えの運行は消滅[20]。これまで日本でもっとも遅い時間まで運行されていた路面電車であったが、同日付で豊橋鉄道（本社所在地・愛知県豊橋市）にこの座を譲った。
  - 9月14日 - 女性専用車両を試験導入（当初、12月28日までの予定であったが、「女性優先車両」に表現を改めたうえで試験導入の実施期間を2021年（令和3年）3月31日まで延長）[21][22]。
- 2021年（令和3年）
  - 3月 - 2021年度から2028年度までの8年間の経営計画を策定[23]。経営形態の見直し検討、運賃・支払方法の検討、朝夕ラッシュ時の急行ダイヤの導入検討、多両編成車両の導入、乗務員をはじめとした職員の雇用環境の改善（正規職員化）、車両基地の移設検討等を内容とする[23]。
  - 4月1日 - 女性優先車両を本格導入[24]。
  - 11月 - 朝のラッシュ時に健軍町発の電車が満員状態になり、積み残しが発生する対策として神水交差点、新水前寺駅前発の電車を試験的に設定。翌年4月11日のダイヤ改正から正式設定[25]。
- 2022年（令和4年）7月7日 - 日本の路面電車初のVisaのタッチ決済の実証実験を全43編成中16編成で開始。2023年3月31日までの実験。乗車時のタッチ不要。降車時のタッチは専用読み取り機。乗り継ぎ割引は適用されず、辛島町での乗り換え割引も運転士やトラムガイドに申し出る必要がある[26]。
- 2023年（令和5年）
  - 1月28日 - この日より熊本県内でのMaaSのサービス開始に伴い、トヨタファイナンシャルサービスの「my route」アプリ上で市電1日乗車券とわくわく1dayパス（区間指定1・2）の発売を開始[27]。
  - 4月1日 - 市電運賃のタッチ決済を本格導入。対応車両を24日までに全車両に順次拡大。25日から対応ブランド追加[28][29]。
  - 4月25日 - 市電運賃支払いにQRコード決済を導入[28][29]。
  - 6月1日 - 市電の運賃を180円に値上げ[30]。同時に、レシップの「QUICK RIDE」でモバイル回数券を、トヨタファイナンシャルサービスの「my route」及びジョルダンの「乗換案内」でモバイル24時間乗車券を発売開始[31]。
  - 11月1日 - 乗務員不足などを理由に、一部減便を伴うダイヤ改正を実施[32][33]。
  - 12月20日 - 定期券の代わりとなる顔認証システムの実証実験を開始[34][35]。翌年までに、システムの導入・運営コスト、利用者の抵抗感などから断念された[36]。
- 2024年（令和6年）
  - 1月 - 新型車両導入に備え、一部電停においてホーム延長工事が始まる[37]。
  - 2月から12月 - 複数の脱線事故（後述）や走行中の電車のドアが開く事案、車両の逸走事故、信号の見落とし、人身事故を含む運行トラブルが相次ぎ計16件発生[38]。九州運輸局が立ち入り検査（保安監査）を実施、乗務員や軌道の管理などで不適切な事項を指摘した[39][40]。熊本市も第三者委員会を立ち上げて再発防止策を議論した[41][42]。また、「バス・電車100円ウィーク」の実証実験に関連して乗客から運賃を多く徴収する事案[43]や熊本市に多くの補填金を請求するなど事務手続き上の問題も発生した[44]。
  - 4月1日 - わくわく1dayパスの価格を改定し、モバイルわくわく1dayパスのモバイル券を1日券から 24時間券に変更[45]。
  - 5月24日 - 車両の故障が相次ぎ、始発から5本の電車が運休した[46]。
  - 5月28日 - 熊本市が2025年度末で市電運賃の交通系ICカード決済を廃止する方針を表明[47]。前日には九州産交バスなど熊本県内のバス5社が2024年内をめどに廃止すると発表。
  - 6月20日 - 人員不足、車両不足に対応する目的で、過去最大規模の減便（平日は433本から369本へ15％減）、最終電車の繰り上げ（最大42分前倒し）などを盛り込むダイヤ改正を発表。同月29日より実施[48][49]。
  - 7月26日 - 田崎橋電停 - 二本木口電停間のポイント付近で脱線事故が発生。同年7月28日まで田崎線が運休となった[50]。
  - 9月30日 - 国交省の通達に基づき緊急点検を実施した結果、外部の事業者が行っていた車両6両の車輪・車軸の取り付け作業が不適切であったことを発表[51]。
  - 11月1日 - この日より新たなQRコード決済方法を導入し、香港、台湾、韓国、タイ、シンガポール、マレーシアの主要QRコード決済ブランドに対応[52]。
  - 11月24日 - 超低床電車2400型運行開始[53][54][55]。
  - 12月31日 - 熊本城・市役所前電停付近で脱線事故が発生。3日間にわたり辛島町 - 水道町電停間が不通となり、折り返し運転が行われた[56][57][58]。
- 2025年（令和7年）
  - 1月15日 - 熊本城・市役所前電停付近のレール幅（軌間）が規定値を超過したため修正工事を開始。翌日にかけて辛島町 - 水道町電停間が不通となり、折り返し運転が行われた[59]。
  - 3月25日 - 熊本城・市役所前電停で追突事故が発生。乗員乗客15人が重軽傷[60]。翌日にかけて辛島町 - 水道町電停間が不通となった[61]。
  - 4月5日 - ダイヤ改正。終電の出発時刻を繰り下げ、昨年改正以前とほぼ同時刻となった[62]。
  - 6月1日 - 市電の運賃を200円に値上げ[63]。
  - 8月11日 - 前日からの集中豪雨で幹線、上熊本線の一部が膝の高さまで水没。当日16時まで運行見合わせ[64]。

## 熊本市電

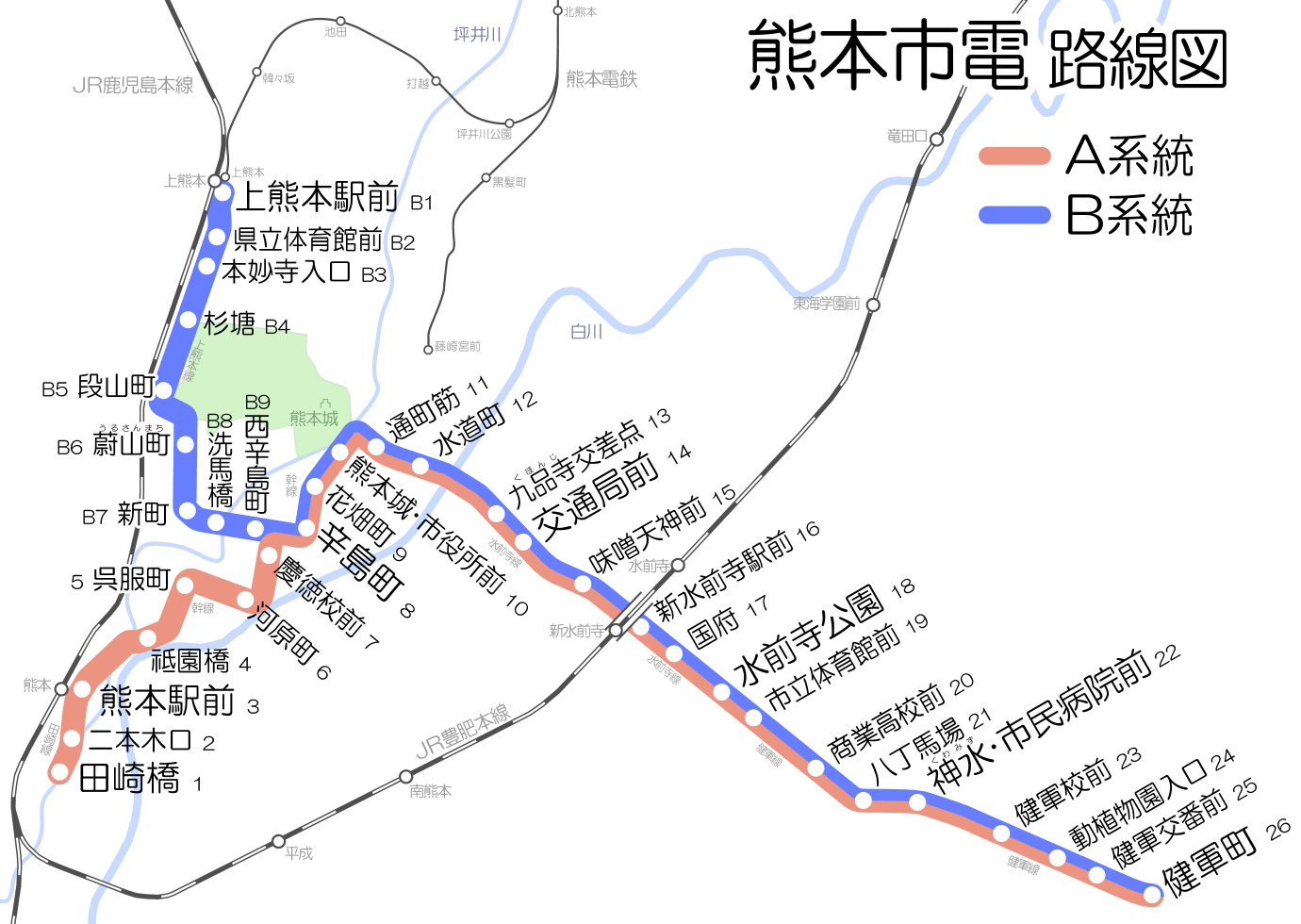
熊本市電の路線図

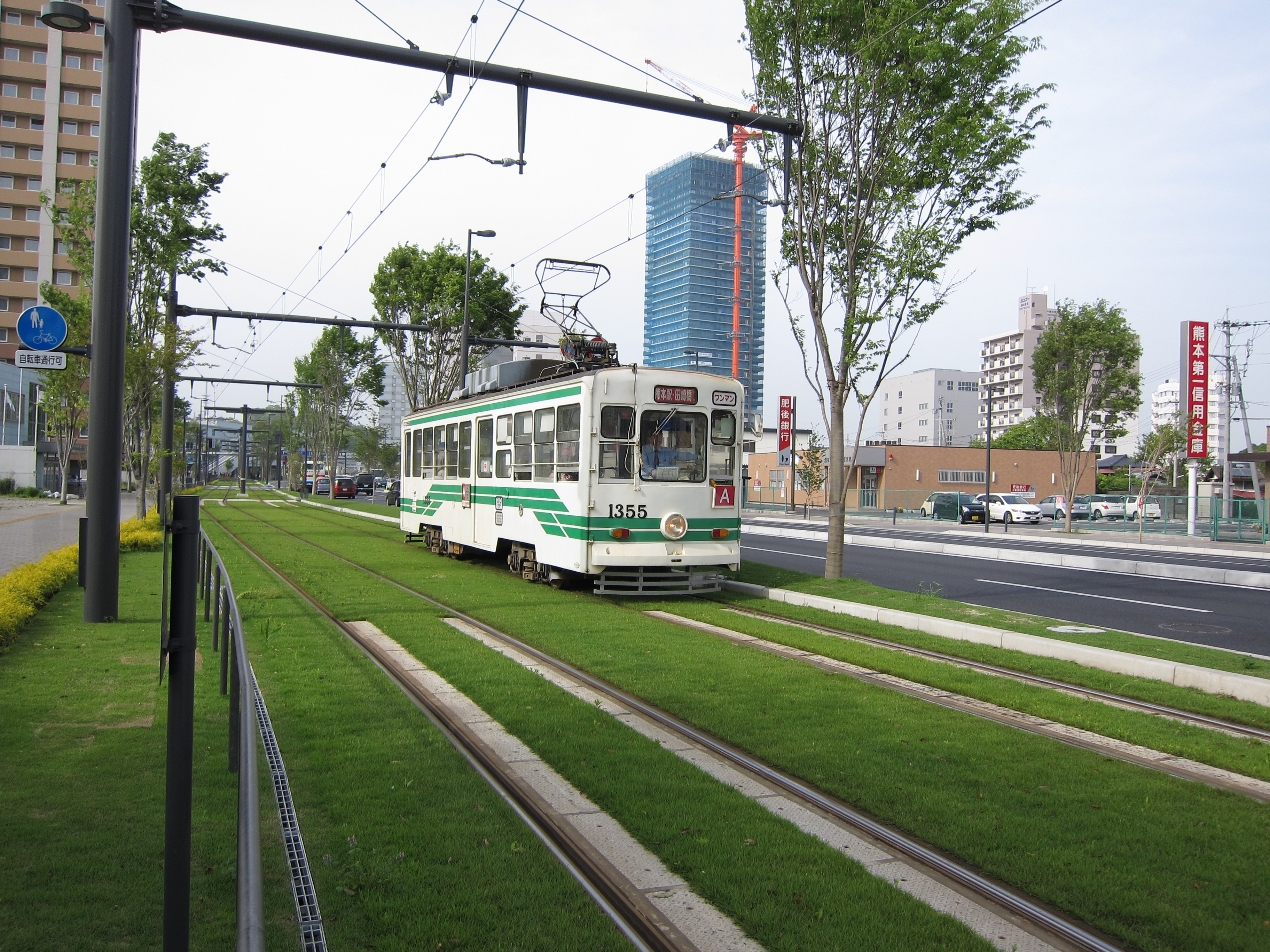
緑化された線路を走る市電（二本木口電停付近）

### 現有路線
路線数は5本、運転系統は2系統ある。洗馬橋 - 新町間のみが専用軌道であり、他は全路線併用軌道となっている。また、熊本駅前から田崎橋にかけてはサイドリザベーション化されている。軌間は全線1435mm（標準軌。廃止路線も1067mmの百貫線以外同じ）。田崎橋電停付近と健軍町電停の乗車ホーム部分を除くほぼ全線が複線で、電化方式は直流600V。車庫は上熊本にあるが、以前車庫があった大江の交通局横にも留置線が少し残されており、交通局前停留場の味噌天神前電停側に引き込み線がある。
電線地中化・電柱撤去への対応としては、道幅の関係でセンターポール方式は採用せず、照明柱添加方式を採用しており、対象区間では道路端に建植された道路照明柱にスパンワイヤーを取り付けて架線を吊架している。
随所に設けたトロリーコンタクターにより電車の位置を検出し、運行を集中的に管理する運行管理システムを導入しており、車両無線も活用して運行間隔の適正化や異常時の迅速な対応を図っている。
路線
- 幹線（熊本駅前 - 水道町）
- 水前寺線（水道町 - 水前寺公園）
- 健軍線（水前寺公園 - 健軍町）
- 上熊本線（辛島町 - 上熊本）
- 田崎線（熊本駅前 - 田崎橋）

運転系統
- ■A系統（通称・Aライン）〈赤〉（田崎橋 - 熊本駅前 - 辛島町 - 水道町 - 水前寺公園 - 健軍町）
- ■B系統（通称・Bライン）〈青〉（上熊本 - 辛島町 - 水道町 - 水前寺公園 - 健軍町）

A系統・B系統それぞれ全線通しての運転が主であるが、熊本駅前発着や交通局前発着の便もある（ただし、交通局前発便のうち健軍町方面に向かう便は、大江車庫からの出庫時に乗車取り扱いができないため、交通局前発ではなく次の味噌天神前発となる）。そのほか、便数は少ないが健軍交番前発、神水交差点発着、辛島町発着および新水前寺駅前行きなども設定されている。ただし、これらの停留場などで途中折り返しが可能な停留場が終点となる便はA系統の熊本駅前止まりを除いてすべて「臨」で運行される。ラインカラーは黄色。あくまでも「増発」 による「臨時」ではなく、途中で終点となることを意味している。
JR九州線とは熊本駅前で九州新幹線・鹿児島本線・豊肥本線、上熊本で鹿児島本線、新水前寺駅前で豊肥本線と乗り換えが可能。上熊本では熊本電気鉄道とも乗り換え可能。
2011年（平成23年）3月1日に、運転系統名や電停名などの改称など、以下の変更が実施された。
- 現存する「2系統」と「3系統」の運転系統をそれぞれ「A系統」「B系統」へ改称し、A系統を赤、B系統を青とするラインカラーを制定する。
- 電停のナンバリングを実施。
  - A系統（元の2系統）は、田崎橋を1番とし、26番の健軍町まで数字のみの番号を振る。
  - B系統（元の3系統）は、上熊本をB1番とし、B9番の西辛島町まで "B" を冠した番号とする。辛島町から健軍町まではA系統と同じ番号（8番から26番）。
- 6か所の電停を改称。
  - 熊本城前 → 花畑町
  - 市役所前 → 熊本城・市役所前
  - 動植物園前 → 動植物園入口
  - 神水橋 → 神水・市民病院前
  - 水前寺駅通 → 新水前寺駅前
  - 本妙寺前 → 本妙寺入口

### 廃止路線
路線
- 幹線（水道町 - 浄行寺町）
- 黒髪線（浄行寺町 - 子飼橋）
- 坪井線（藤崎宮前 - 上熊本駅前）
- 春竹線（辛島町 - 南熊本駅前）
- 百貫線（百貫石 - 田崎）
- 川尻線（河原町 - 川尻町）

運転系統（運行区間は廃止時点のもの）
- 1系統（田崎橋 - 熊本駅前 - 辛島町 - 水道町 - 子飼橋）
- 4系統（上熊本駅前 - 藤崎宮前 - 水道町 - 体育館前）
- 5系統（交通局前 - 水道町 - 辛島町 - 南熊本駅前）
- 6系統（交通局前 - 水道町 - 辛島町 - 南熊本駅前）
- 7系統（辛島町 - 河原町 - 川尻町）

5系統廃止段階では、6系統は段山町 - 辛島町 - 南熊本駅前の路線であった。その後、上熊本駅前まで延伸された後、辛島町 - 南熊本駅前となり、最後は5系統と同じ路線となった。

### 未成線
熊本市は以下の区間の特許も保有していたが1937年に失効している。
- 東坪井町 - 池田町
- 黒髪町 - 薬園町
- 水道町 - 新鍛冶屋町

ほかにも、無軌条電車（トロリーバス）による路線が昭和初期に構想されていたものの、水害などで断念を余儀なくされている。

### 計画路線
熊本市運輸局では、2002年（平成14年）1月に市電網拡大についての路線10案を発表した。この中には、熊本港や熊本空港方面への延伸、熊本電鉄との接続が含まれていた。
また、2015年（平成27年）1月1日付の『熊本日日新聞』では、市電延伸検討を公約に掲げる大西一史の熊本市長就任を機に、田崎橋から西と、健軍町から東方面の延伸について、調査を再開すると報道されている。また、2016年（平成28年）9月11日付の『熊本日日新聞』で、2つの方面の延伸が優先して整備されることが報じられている。

#### 健軍町方面延伸案
2004年（平成16年）1月の『熊本日日新聞』において、熊本市が策定中の江津湖観光活性化計画の一環として、市電の延伸を検討していると報じられた。この計画は2002年（平成14年）の路線10案には含まれていない。総事業費は約10億円。報道によれば、2007年度（平成19年度）の着工、2008年度（平成20年度）中の開業を考えているなど、最も実現性の高い計画であった。概要は以下のようなものである。
- 健軍線の動植物園入口電停から分岐し、熊本市東区の庄口公園の東側に単線を敷設、動植物園正門まで800メートル延伸する。
- 公園の南側と終点の動植物園正門前の2箇所に交換設備つき電停を設置する。
- 動植物園の第一駐車場（330台収容）はパークアンドライド駐車場として活用する。
- 公園北側には現在の大江車両基地に代わる12両収容の車庫を設ける。

続いて同2008年9月には、路線10案の中にある健軍町から東部への延伸と自衛隊方面の新設の2案が追加された。こちらの事業費は60億から70億円と見込まれたが、市有地が少ないため、道路拡幅による用地取得が鍵となっている。しかし、庄口公園方面の延伸については、同年度の予算によって調査をした結果、採算性が見込めないことと、湖の水質に悪影響を与える可能性があることから、同年12月に計画の中止を発表した。また、益城方面への延伸については調査が開始された。

#### 熊本電鉄接続案
一方、熊本電気鉄道は2004年（平成16年）7月に藤崎宮前駅と市電の接続計画を発表した。電鉄全線を市電に合わせて改軌した上でLRT化、国道3号のバスレーンに軌道を敷設して市電に接続、熊本駅方面へ直通させるもの。総事業費は100億円以上と見込まれ、電鉄では負担しきれないことから、公的支援を要請した。また、受け入れられない場合は2008年（平成20年）3月に鉄道事業を廃止するとして、自治体側を強く牽制していた。
電鉄は2005年（平成17年）10月に計画を市に譲り渡し、その後、熊本市は熊本県と合志市と共同で、電鉄案（電鉄から熊本市に譲渡した）のほかにも、市電を藤崎宮前まで延長して電鉄と同一ホーム乗り換えを行うという形も含めて検討することとし、委員会を設けて事業計画の策定を行うことを2007年（平成18年）3月に決定した。これを受けて熊本電鉄側では廃止案を撤回している。しかし、交通渋滞を引き起こす可能性があることや、採算性の問題などで、計画は一時凍結となった。その後、熊本県・熊本市・合志市は電鉄案のほか、市電の藤崎宮前までの延長と同一ホーム乗り換えという形も含め、都心結節計画検討委員会を設けて事業計画を策定し、2008年3月、鉄道を廃止して線路敷をバス専用道に転用し、連節バスやガイドウェイバスを走らせる新バスシステム導入を軸に検討を進める方針を決めた。その後、同年6月に熊本電気鉄道が7か年での経営再建計画を発表し、LRT（超低床電車）などの新規投資ができる環境にないことから、8月に検討委員会は計画検討の凍結を決定した。

#### 自衛隊・南熊本延伸案
熊本市は、2016年（平成28年）9月9日までに、市電の延伸を検討しているいくつかの計画線のうち、自衛隊（健軍駐屯地）ルート（健軍町電停から東区東町の第二空港線までの1.5km）と南熊本ルート（辛島町電停からJR南熊本駅までの1.7km、旧・春竹線）のどちらかを優先的に整備する方針を固めた。同年10月から詳細検討に入り、2017年度（平成29年度）には自衛隊ルートか南熊本ルートに絞り込むとした。そして、2017年6月16日、熊本市が「自衛隊ルート」を優先して整備する方針であることが報じられた。今後、地元住民にアンケートを行い、電停数などを決めていく方針。2018年（平成30年）12月、熊本市は「自衛隊ルート」の整備方針について、仮に2019年（平成31年）中に設計に取りかかった場合、2022年に着工、2026年の開業というスケジュールを発表したと報じられた。また、報道では他ルートについても計画は無くなったわけではなく、あくまで「自衛隊ルート」から進めるということになっているとも報じている。
2021年（令和3年）3月に策定された熊本市交通局の2028年度までの経営計画においても、自衛隊ルートの延伸計画が具体化され次第、経営計画に盛り込むものとしている。
2024年3月、熊本市は国に申請する軌道運送高度化実施計画案を公表し、自衛隊ルートの延伸区間の仮称を「東町線」と定めて、4箇所の停留場を区間に設置する予定を明らかにした。市議会での実施計画関連議案の可決後に国に計画認定を申請して、認定後に設計経費を予算化する予定とされた。しかし、同年に熊本市電が16件もの運行上のトラブルを起こしたことからその対策を優先させるため、2025年1月24日に市長の大西一史は2031年度とされていた延伸区間の開通予定について「延期も含むスケジュール見直しを指示した」ことを明らかにし、同月27日の市議会地域公共交通特別委員会における延期の説明でも議員からは反対意見はなく、予定よりも遅れる見込となった。

### 乗車人員
熊本市電の停留場における、1日平均乗車人員数のトップ5の停留場は以下のとおりである（2015年度）。
| 順位 | 停留場名     | 乗車人員（人） |
| ---- | ------------ | -------------- |
| 1    | 熊本駅前     | 4,073          |
| 2    | 通町筋       | 3,850          |
| 3    | 健軍町       | 3,542          |
| 4    | 新水前寺駅前 | 2,559          |
| 5    | 辛島町       | 2,556          |

### 車両

#### 現有車両
| 型式   | 車両数（在籍車）                  | 製造年                 | 備考 |
| ------ | --------------------------------- | ---------------------- | --- |
| 1060型 | 1両 (1063)                        | 1951年                 | 全国唯一の廣瀬車輌製現存車 |
| 1080型 | 2両 (1081, 1085)                  | 1954年                 | |
| 1090型 | 7両 (1091-1097)                   | 1955年、1957年         | |
| 1200型 | 6両 (1201, 1203-1205, 1207, 1210) | 1958年                 | 日本初の冷房付路面電車車両があった。8500型に機器を提供し廃車された車両がある。                                                                |
| 1350型 | 6両 (1351-1356)                   | 1960年                 | |
| 5000型 | 1編成 (5014AB)                    | 1957年                 | 旧西日本鉄道1000形、連接車。 |
| 8200型 | 2両 (8201, 8202)                  | 1982年                 | 営業用鉄道車両として、日本で初めてVVVFインバータ制御を採用。8201号は「しらかわ」、8202号は「火の国」の愛称がある。                            |
| 8500型 | 4両 (8501-8504)                   | 1985年、1986年         | 1200型の車体更新車。 |
| 8800型 | 3両 (8801, 8802, 101)             | 1988年、1993年         | 8801号は「サンアントニオ号」、8802号は「桂林号」（熊本市の友好都市である米国・サンアントニオ市、中国・桂林市にちなむ）、101号はレトロ調電車。 |
| 9200型 | 5両 (9201-9205)                   | 1992年、1994年         | 9201号は「ハイデルベルク号」（熊本市の友好都市であるドイツ・ハイデルベルク市にちなむ）。                                                      |
| 9700型 | 5編成 (9701AB-9705AB)             | 1997年、1999年、2001年 | 日本初の超低床電車、連接車。2025年1月28日、9702と9703の2編成が廃車回送、廃車解体予定。                                                        |
| 0800型 | 3編成 (0801AB-0803AB)             | 2009年、2014年         | 超低床電車、連接車。0803編成は水戸岡鋭治デザインの「COCORO」。                                                                                |
| 2400型 | 2編成(2401ABC-2402ABC)            | 2024年                 | アルナ車両製リトルダンサータイプL。3車体超低床電車・連接車。 九州の路面電車では最大のサイズ。2024年11月24日に運行開始。                       |

合計45両

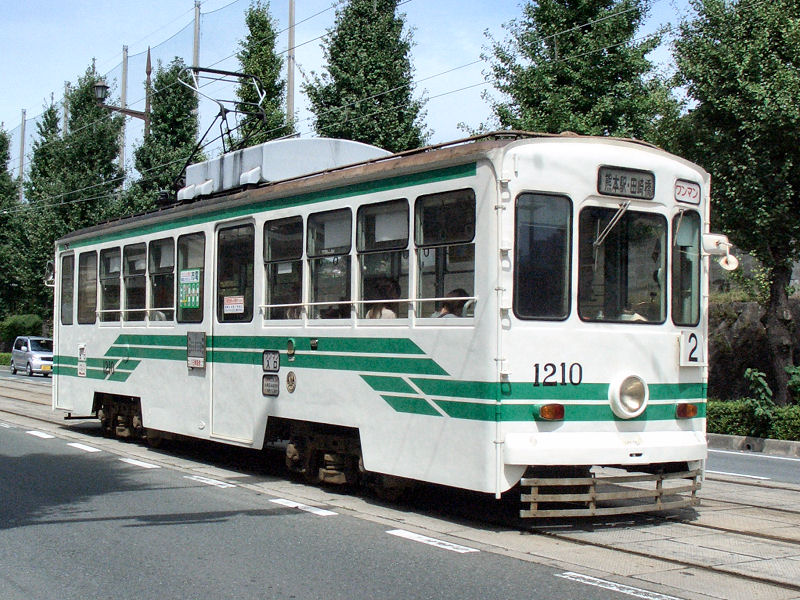
1200型
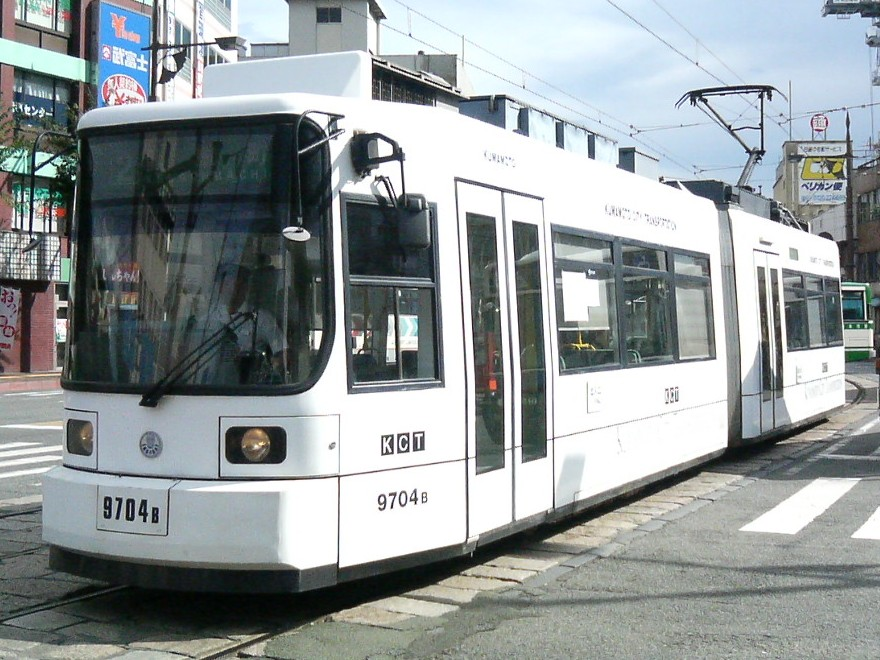
日本初の超低床車9700型
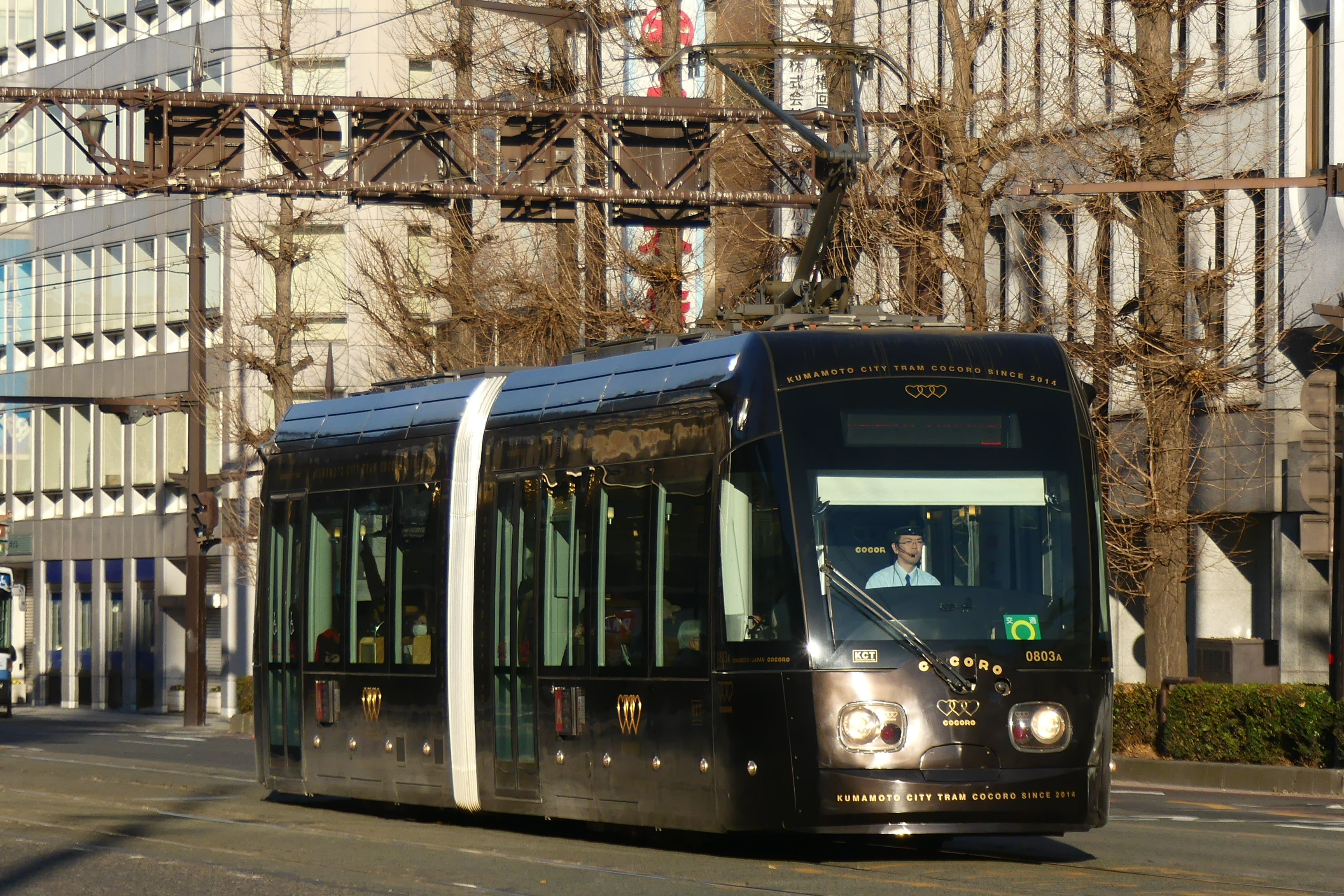
水戸岡鋭治デザインの0800型「COCORO」
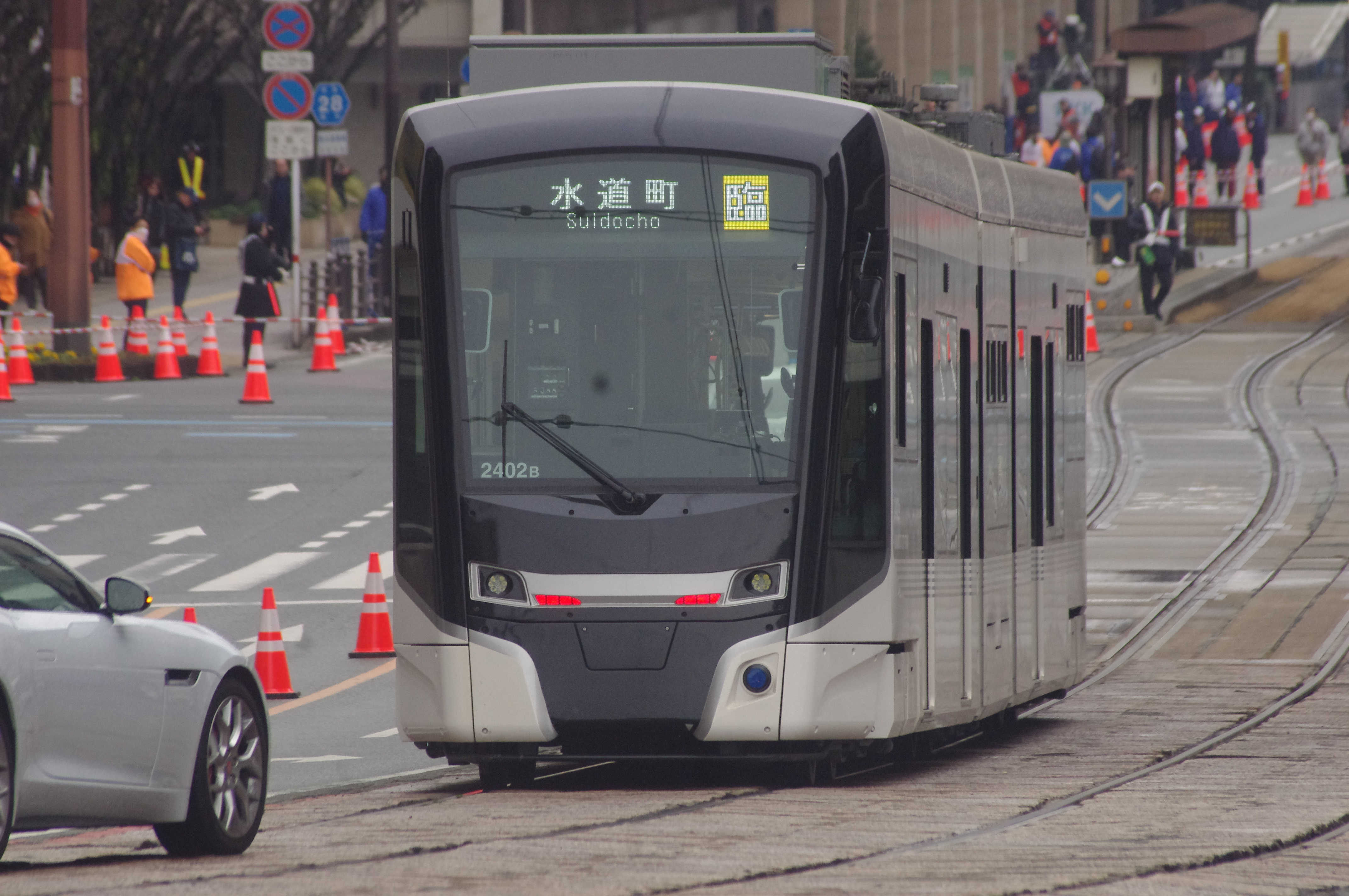
2400型

#### 過去の形式
| 型式         | 備考                                                                               |
| ------------ | ---------------------------------------------------------------------------------- |
| 10型         | 廃車後に23号車が市内の仁愛幼稚園で倉庫として使用されていたが、1997年に解体された。 |
| 50型（初代） |                                                                                    |
| 50型（2代）  | 1050型から改造された花電車用電動貨車。                                             |
| 60型         |                                                                                    |
| 70型         |                                                                                    |
| 80型         |                                                                                    |
| 120型        |                                                                                    |
| 130型        |                                                                                    |
| 170型        | 廃車後に長崎電気軌道へ譲渡され、長崎電気軌道600形として運用されている。            |
| 380型        | もと大阪市電901形。                                                                |
| 390型        | もと大阪市電901形。                                                                |
| 400型        | もと大阪市電901形。                                                                |
| 1000型       | もと大阪市電901形、ワンマンカー。                                                  |
| 1050型       | 旧150型、ワンマンカー。                                                            |

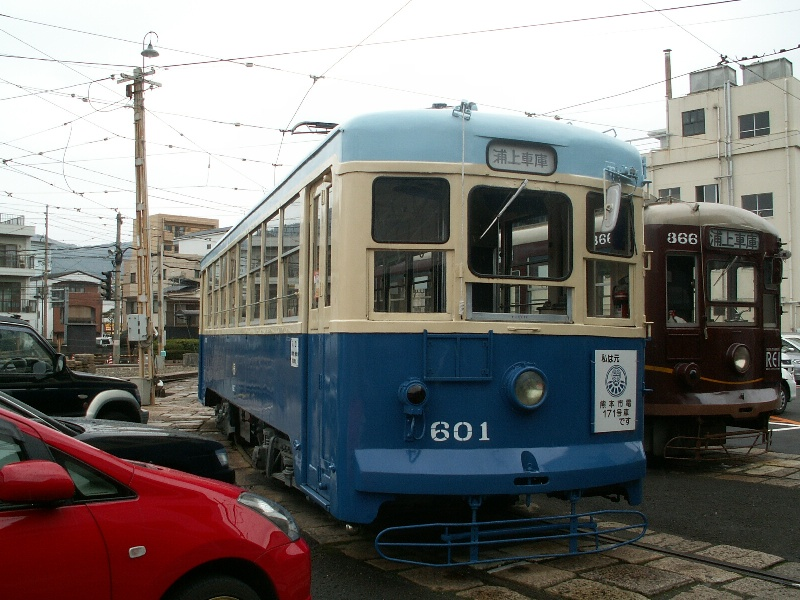
170型（現・長崎電気軌道600形）
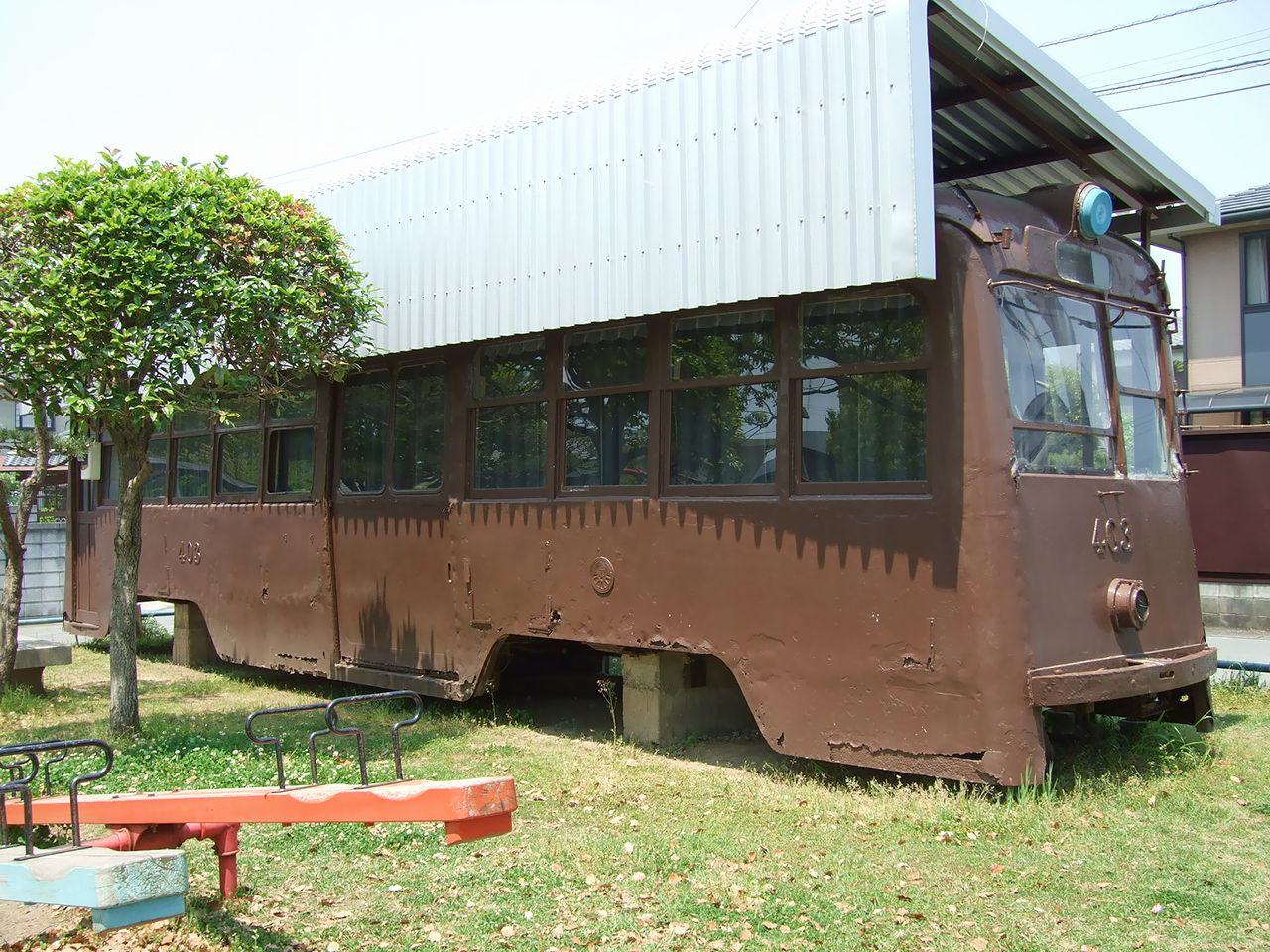
400型廃車体

### 日本初
- 路面電車として日本初の冷房装置付き車両を運用開始（1200型1202号・1208号に改造で設置、1978年8月2日）。1060型 - 1350型については冷風が乗客に直接当たらないよう冷房吹き出し口の改良が行われている。
- 営業用車両として日本初のVVVFインバータ制御車両（8200型、1982年）
- 日本初の超低床路面電車（9700型、1997年）
- 軌道を樹脂で固定し、騒音と振動を軽減するインファンド工法を日本で初めて採用（上熊本電停付近、2002年）。
- 本格的なサイドリザベーション化（熊本駅前 - 田崎橋、2010年）[注 2]。
- 路面電車では日本初のVisaのタッチ決済の実証実験を2022年7月7日から2023年3月31日まで実施し[26]、翌4月1日から本格運用が開始された[28]。

### 運賃
市電全線、おとな200円、こども100円の均一運賃（2025年6月1日改定）。
2007年（平成19年）10月12日より、それまでの距離制運賃（改定前日時点では130円から200円まで）から、利用者増加策の一環として分かりやすい運賃体系への統一や長距離利用者に対する値下げ、整理券の廃止による経費削減を狙って、均一制運賃に改められた。これに伴い、整理券が廃止されたため、乗車口に設置されていた整理券発行機とTO熊カードの乗車位置記録用のカードライターが撤去された。
上述のように運賃均一化により整理券は廃止されたが、ICカードを利用する場合は、乗車時に乗車口のICカードリーダーにタッチするようになっている。

#### 乗り換え
辛島町停留場でA系統とB系統とを乗り換える際は乗換券が発行される。運転士がボールペンで書き込むもので、降車時から20分以内に乗り継ぐ必要がある。ただし、大人用ICカードで大人1名が乗車する場合は乗換券を発行しない（乗り換え後の電車で同じICカードを利用すれば運賃は差し引かれない）。また、nimoca利用の場合はどの電停で下車しても60分以内に次の電車に乗り継げば20円引きとなる（nimoca以外のICカードでは適用されない）。
しかしながら、車両によって時刻整合ミスで「乗り換えた乗車時間が過去」という現象が起きた場合は、乗り換えた車両の降車時にも課金されることがある。カードの利用記録をプリントアウトとしたものを交通局に持ち込むと当該額が現金で返金され、帰路の市電の無料乗車券が渡される。辛島町電停がスクランブル交差点を挟んだ位置に再配置されてからは、乗り換えに要する時間が長くなったため、結果として発生し難くなった。

#### 乗車券・乗車カードなど
- でんでんnimoca - IC乗車カード。2014年（平成26年）3月28日導入。西日本鉄道などで導入されている「nimoca」のシステムに独自の名称を付けたもの。「nimoca」のほか、全国相互利用サービス対象ICカード（Kitaca、Suica、PASMO、TOICA、manaca、ICOCA、PiTaPa、SUGOCA、はやかけん）も利用できる。なお、2017年（平成29年）4月頃より、他のnimocaに設定されている障がい者用nimocaを発売開始した[88]。
- 市電1日乗車券（紙券700円、モバイル版500円） - モバイル版は「乗換案内」「my route」で発売。2025年4月1日からはアプリのダウンロードが不要な「QUICK TRIP」での発売も開始した[89]。
- 動植物園入園券付回数乗車券 - 市電乗車券2枚と熊本市動植物園入園券1枚のセット。2016年（平成28年）1月31日で販売終了。ただし、入園券、乗車券（150円券）双方とも販売終了後も使用可能であるが、翌日の2月1日より運賃が170円に改定されたため、利用する際には差額分（20円）が必要になる。
- わくわく1dayパス - 1日乗車券。区間指定1、区間指定2、熊本県内版の3券種あり販売価格が異なる。「my route」「RYDE PASS」（RYDE PASSは2025年4月1日より対応[90]）を使用したモバイル版もある（当初は区間指定1・2のみ発売だったが2025年4月1日より熊本県内版も発売を開始した）。紙券は指定した日のみ、モバイル版は利用開始から24時間利用できる。市電全線のほか、券種により熊本電気鉄道の電車・バス、熊本都市バス、九州産交バス、産交バス、熊本バスも利用できる（市電以外の利用可能区間は券種により異なる。また熊本バスは2025年3月31日までは全路線で使用できなかったが、2025年4月1日より対応した[90]）。当日のチケット及び画面提示により施設利用の割引が受けられ、内容としては旅行者向けとなっている。2024年4月の価格改定と共に「my route」版は一日乗車券から24時間券に変更された。なお、モバイル券に関しては、2025年度よりバスと電鉄電車においてはスマホ画面にあるQRコードを表示させ、乗車時と降車時にそれぞれQRコードを専用機器に読み取らせる方式に変更されたが、市電においては降車時に有効時間内である画面を運転手に見せるだけで良い。
- モバイル回数券 - 2023年6月1日から発売開始[31]。レシップの「QUICK RIDE」でのみ発売。
- モバイル24時間乗車券（600円） - 2023年6月1日から発売開始[31]。トヨタファイナンシャルサービスの「my route」及びジョルダンの「乗換案内」、WEBアプリ「QUICK TRIP」（「QUICK TRIP」は2025年4月1日より）[89]で発売。利用開始から24時間有効。

ほかに、九州旅客鉄道が発行する旅名人の九州満喫きっぷが全線で利用できる。
熊本県内のバス事業者5社は2015年（平成27年）4月1日に熊本地域振興ICカード「くまモンのIC CARD」を導入したが、熊本市電でも同年8月7日より利用可能になった。
2024年度をもって熊本県内のバス事業者5社における全国相互利用サービス対象の交通系ICカードの片利用を終了することが2024年5月27日に発表されたが、その翌28日には熊本市電においてもその2年後の2026年4月を目途にでんでんnimocaの廃止ならびに全国相互利用サービス対象の交通系ICカードの相互利用を終了することを明らかにした。バスなどより使用割合が高い全国交通系ICカードを廃止する理由として、熊本市側は運賃の支払い手段を統一することや、将来にわたって機器の更新にかかる費用負担などを考慮したとしている。廃止後は「くまモンのIC CARD」対応機器に切り替え、ICカードは同カードのみ引き続き使用できるほか、その他の運賃支払方法は変更がないとしている。
2024年11月15日をもって熊本県内のバス事業者5社における全国相互利用サービス対象の交通系ICカードの片利用を終了し、同時に「でんでんnimoca」の「くまモンのIC CARD」との相互利用も終了した。熊本市電では相互利用終了後も「くまモンのIC CARD」が引き続き使用できるが、熊本市電以外の「くまモンのIC CARD」エリアでの「でんでんnimoca」の利用は不可になった。

### 全線廃止計画
熊本市電は、2014年（平成26年）時点で5路線2系統が存続しているが、かつては全線を廃止する計画があった。熊本市電は1960年代（昭和35年 - 44年）頃から他都市の路面電車と同じく採算悪化に悩まされ、5路線2系統を残して廃止された。
さらに残る5路線2系統についても1980年（昭和55年）前後をめどに廃止し、代替としてモノレールを建設する構想もあったが、市民から存続を求める声が上がったことや、オイルショックによる車社会依存の見直し等により、熊本市議会により存続が決議された。

### 車体広告
広告電車は、昭和30年代（1955年 - 1964年）には小型広告を、また、昭和40年代（1965年 - 1974年）には全面広告を取り付た車両が走りだした。登場した背景には赤字に悩む熊本市電の経営安定化がある。1988年（昭和63年）9月7日には、熊本県は観光都市・熊本のイメージアップのため、屋外広告物条例とその施行規則を改正し、交通局は1989年（平成元年）4月1日から外部の全面広告及び小型広告を自主的に全廃した。しかし、広告廃止から10年ほどが経過した交通局の経営状態は決して良くはなく、独立採算性や経営安定化という点からも市電の車体広告を復活するべきであるとして、1999年（平成11年）4月1日から広告電車が復活した。広告はかつての小型広告ではなく、ラッピングによるフル広告となり、民間企業の広告では8503号の 不二家ミルキー を皮切りに、現在も約20車両程が広告車両となっている。

### トラムガイド
熊本市電において、自動両替機がまだ無かった昭和40年代初め（1960年代前半）までは、運転士と車掌役の男性2名体制での運行であった。1966年（昭和41年）から自動両替機や整理券発行機の導入でワンマン運行体制となり、車掌の居た位置に整理券発行機が設置された。しかし、2007年（平成19年）の再度の運賃定額化により、整理券発行機は撤去された。1997年（平成9年）の超低床連接車である9700型の導入にあたり、男性もしくは女性車掌が採用され（2011年〈平成23年〉から「トラムガイド」と呼称）、後部ドア側の業務及び車内案内などを行っている。

### 鉄道むすめ
トミーテックの「鉄道むすめ 〜鉄道制服コレクション〜」では、2013年に トラムガイド「辛島みく」が設定され、車内等の掲示物（交通局の人材募集など）にも用いられている。イラストは伊能津。
姓の「辛島」は辛島町電停、名前の「みく」は、上熊本駅前(か みく まもとえきまえ)電停から来ている。
背丈は小柄、笑顔は人一倍。明るく元気なムードメーカー。熊本城の歴史を覚えるうち歴史全般が好きに。全国の名城巡りを計画中。ちょっと小顔のせいか制帽がズレやすく、常に気にしている。

## バス事業
熊本市内各地に路線を持つ路線バスのみの運営を基本としていたが、熊本競輪場への無料バスを運行しているため、貸切免許も保有していた。また、過去には熊本市に合併以前の旧・北部町や（かすめる程度であるが）旧・富合町にも運行していた。
1927年（昭和2年）に運行を開始し、最盛期の1969年（昭和44年）には34路線で約3906万人の輸送人員に達した。
しかし、2003年（平成15年）には29路線で約1536万人に落ち込んだ上、同年に九州産業交通（現：九州産業交通ホールディングス）が産業再生機構の支援を受けたことから、民間のバス事業者各社の慢性的な赤字解消を兼ねて事業の集約を進めることになった。
それを受けて、2004年（平成16年）から2008年（平成20年）にかけての約4年間で、民間のバス事業者3社に路線の移管を進めた。
その後、2009年（平成21年）以降は民間3社が共同出資して設立した熊本都市バス株式会社への移管を進め、2015年（平成27年）4月1日付の最後の路線を含めて23路線が移管されることになった。
2015年3月31日で最後の1路線の運行を終了すると共に、同路線を運営していた小峯営業所の営業も終えることになり、88年間走った熊本市営バスの幕を下ろした。なお、バス事業に従事する職員は他部門に転配している。

### 熊本市営バス営業所

#### 熊本都市バスに移管
- 本山車庫 - 熊本市中央区本山2丁目9番23号
1955年（昭和30年）8月2日に熊本市本山町に熊本市交通局自動車課が移転[97]。2009年（平成21年）4月1日より熊本都市バス本社および熊本都市バス本山営業所に移管[98]。
- 上熊本営業所 - 熊本市西区上熊本3丁目15番61号
1985年（昭和60年）7月23日、黒髪町の坪井営業所からの移転 [99]。2011年（平成23年）4月1日より熊本都市バス上熊本営業所に移管[98]。
- 小峯営業所 - 熊本市東区月出5丁目2番35号
1979年（昭和54年）3月1日、帯山町の帯山営業所からの移転 [99]。 2015年（平成27年）3月31日で営業終了。翌4月1日から熊本都市バス小峯営業所に移管[98][1]。

#### 市営バス時代に廃止
- 坪井営業所 - 熊本市黒髪町（現・熊本市中央区黒髪3丁目）
1966年（昭和44年）4月30日開設[100]。1985年7月23日、熊本市上熊本3丁目に新設の上熊本営業所に移転 [99]。
  - 跡地には「熊本市勤労者福祉センター・サンライフ熊本」と「熊本市男女共同参画センター はあもにい」（旧名称・熊本市総合女性センター）が建てられた。
- 帯山営業所 - 熊本市帯山町（現・熊本市中央区帯山1丁目）
1961年（昭和36年）2月11日開設[101]。1979年（昭和54年）3月1日、熊本市小峯町に新設の小峯営業所に移転 [99]。
  - 跡地は熊本市立帯山西小学校の敷地（校舎とグラウンド）になる。
- 日吉営業所 - 熊本市日吉町（現・熊本市南区日吉1丁目）
1970年（昭和45年）2月2日開設[100]、主な路線は川尻線（川尻電車代替バス）。1976年（昭和51年）5月1日、本山営業所に統合し日吉営業所は廃止[100]。
  - 跡地には熊本市の施設「熊本市学校給食日吉共同調理場」「熊本市営横林団地」「熊本市 南部在宅福祉センター」が建てられた。

### SUNQパス
熊本市営バスの路線では、SUNQパスが当初は利用できなかったものの2006年（平成18）10月1日から利用できるようになった。また、同日から熊本城周遊バスの運行が九州産交バスへ移管された（さらに2011年〈平成23年〉10月1日から熊本都市バスに再移管）。

### 車両概説
メーカーは国内大型4メーカー全社を使用している。1995年（平成7年）までは西日本車体工業製車体を架装した車両を中心に導入していたが、その後は車両の低床化（ワンステップバス、ノンステップバス）により、純正車体での購入の割合が増えた。日産ディーゼル（当時、現「UDトラックス」）のノンステップバスのみ西日本車体工業製の車体を架装した車両を一部導入している。
1994年（平成6年）に車椅子乗降用リフト付きバスを1台、翌1995年に大型ワンステップバスを1台導入したのち、1997年（平成9年）10月からノンステップバスを投入している。九州では大分バスに次ぎ2番目のノンステップバス導入事業者となっている。
また、ノンステップバスの購入開始と同時に、並行して都営バスから中古車を購入したのを皮切りに、その後、全国各社から中古車を購入し、特に大型車の代替としていた。主な譲受先は、東京都交通局、京浜急行バス、西武バス、川崎鶴見臨港バス、江ノ電バス、船橋新京成バスである。熊本都市バスへの移管を控えた2008年度（平成20年度）以降は新車の導入が無くなった。
塗装はツーステップ車（リフト付きバスを含む）は緑色と白色のツートンカラー。ノンステップバスは黄緑色・白色・橙色の3色で前面窓下に赤帯を加えた塗装である。ワンステップバスはこれに赤帯を加えた塗装を施していた。その後、ワンステップバス・リフト付きバスはすべて熊本都市バスに譲渡されたため、この塗装の車両は消滅した。
1993年（平成5年）、市電のレトロ調電車導入と同時期にレトロ調バスを1台導入している。シャーシはこの種のファンタスティックバスに多く使用されている日野自動車の特装車シャーシ (U-CG3KSAU) で、車体は地元のイズミ車体製作所製。この車両は熊本都市バスへ移籍することなく除籍された。
運賃表示器は交通電業社製、整理券発行機と運賃箱は小田原機器製（整理券発行機はSAN-V型、運賃箱はRX-SB型）が導入されている。

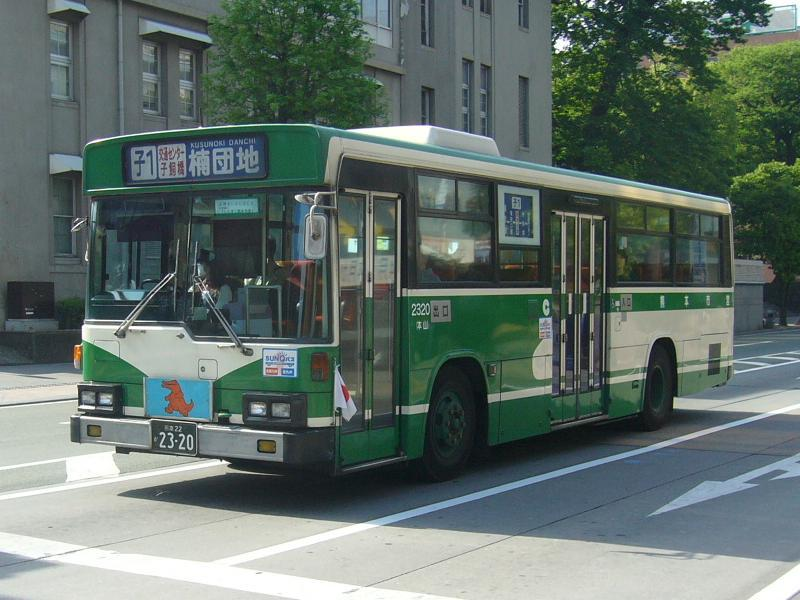
1995年まで導入されていた西日本車体工業製車体のツーステップバス
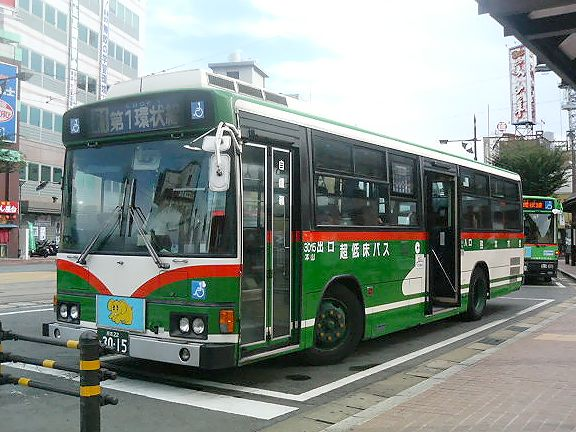
1995年に2台導入されたスロープ付きワンステップバス。赤帯が特徴
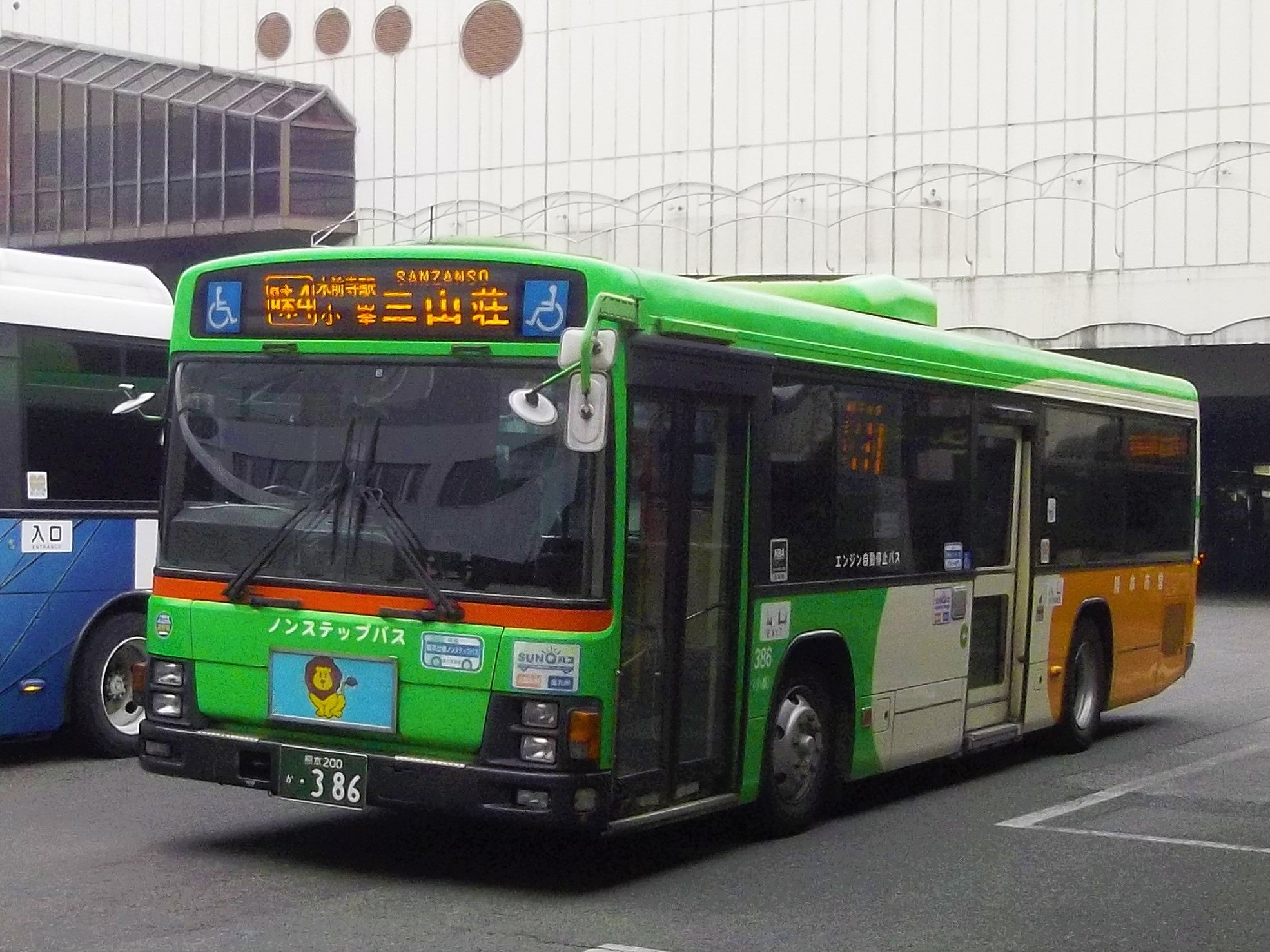
大型ノンステップ車。写真は最終運行日のNo.386
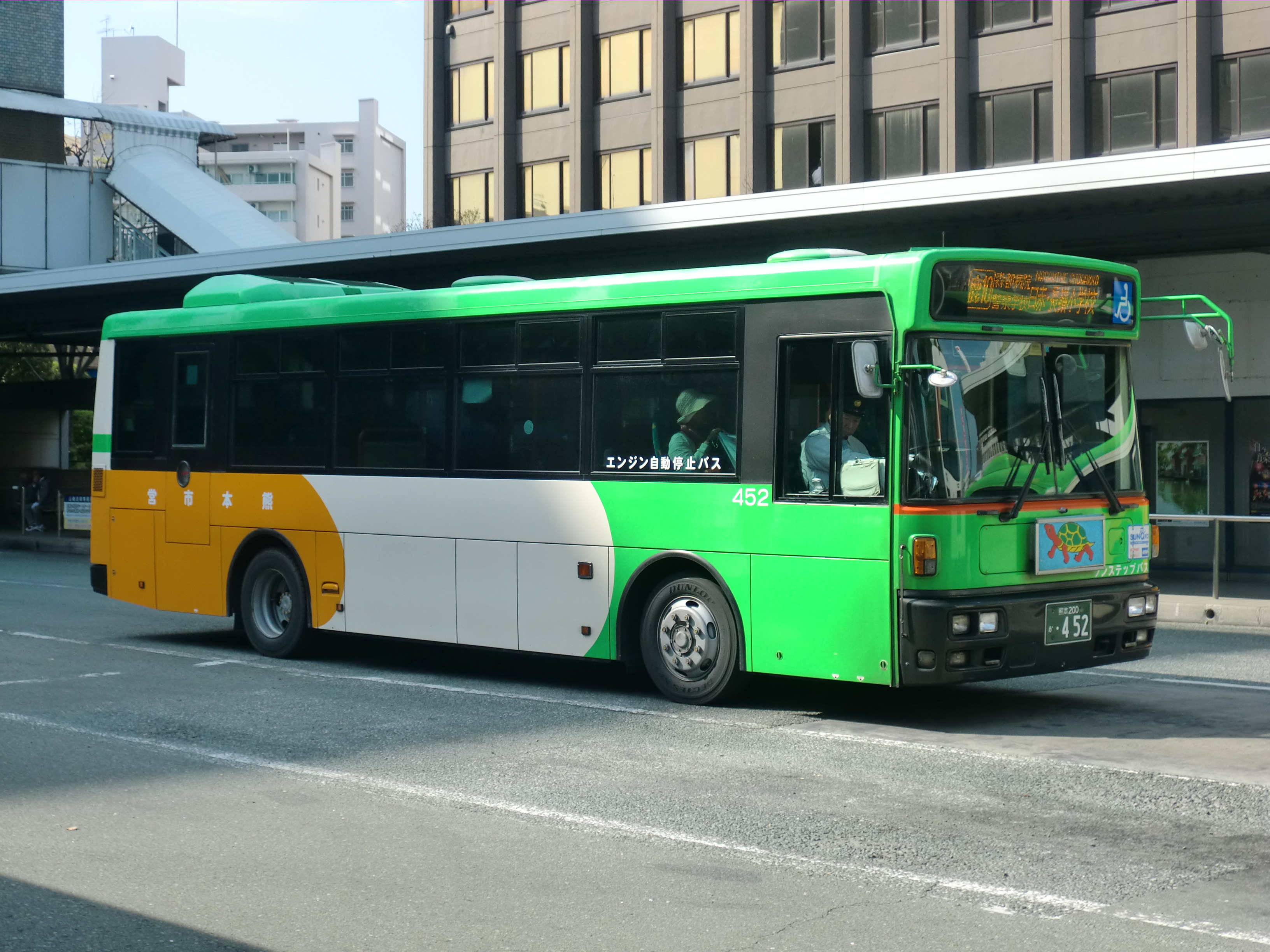
中型ノンステップ車
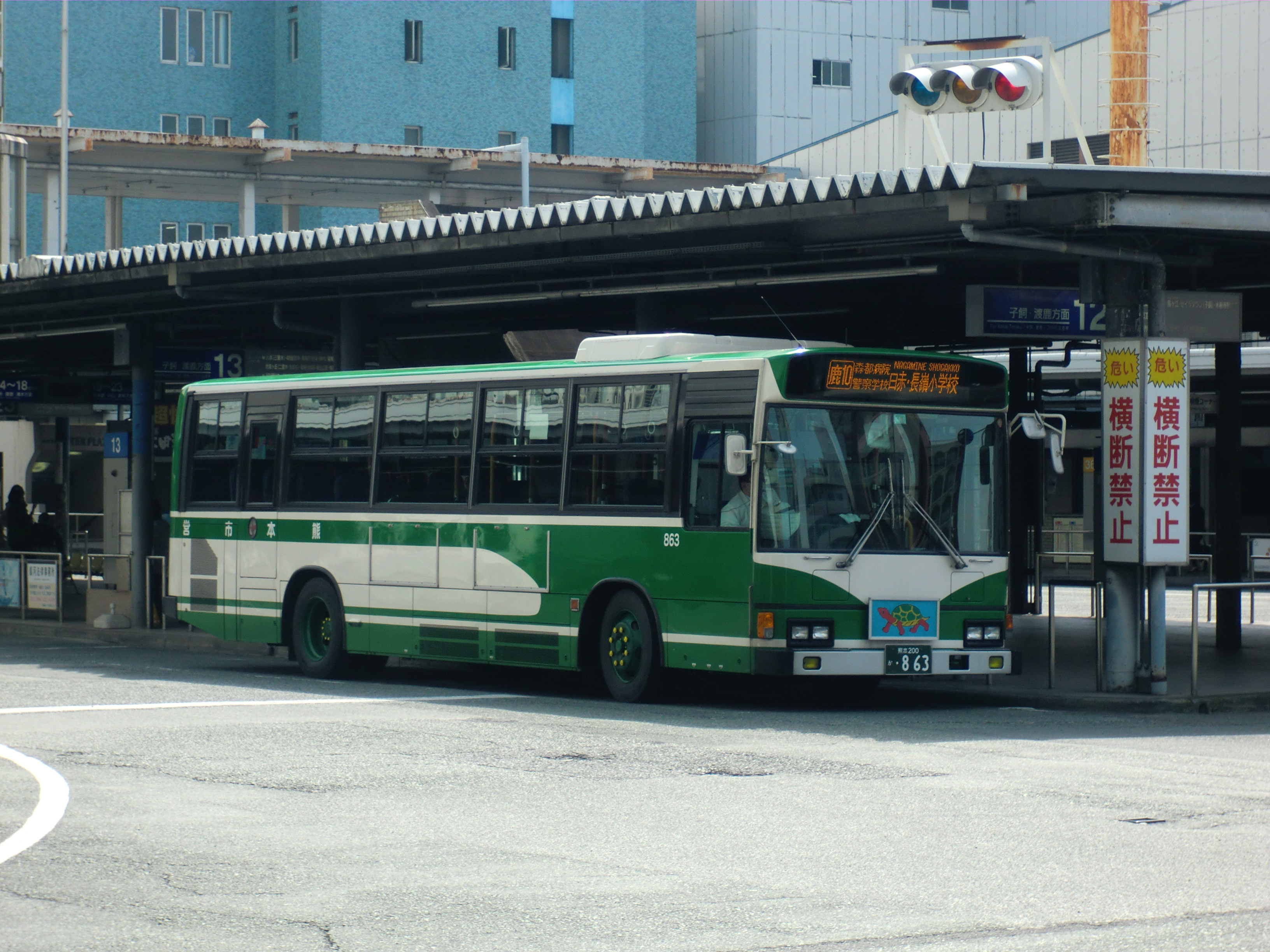
2000年代以降は移籍車も導入された。写真は京浜急行バスからの移籍車。
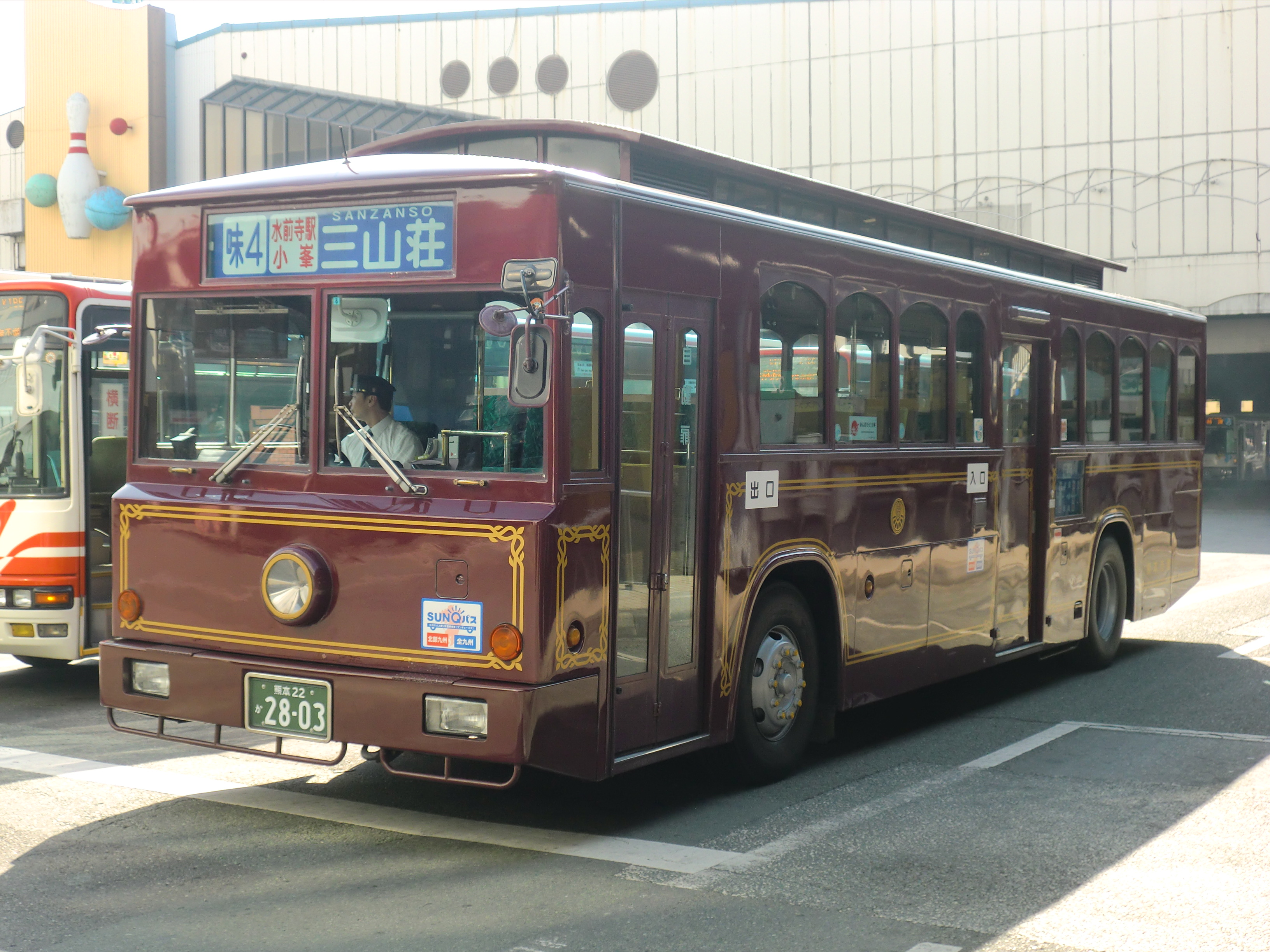
1993年に1台導入されたレトロ調バス[注 4]
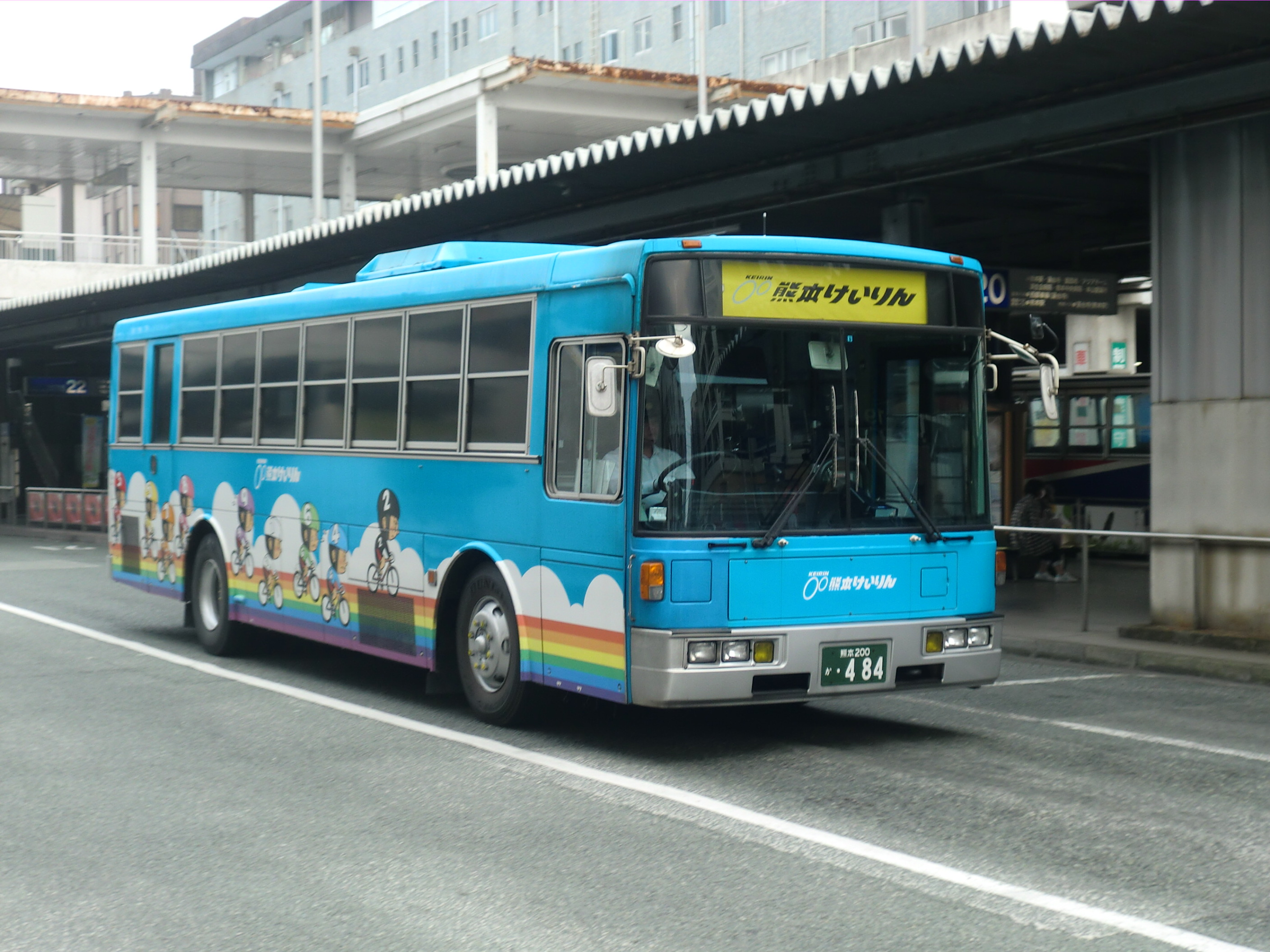
熊本競輪送迎バス[注 5]

### 路線
2008年（平成20年）4月1日時点での路線名に基づいて記す。ただし、系統番号は1996年（平成8年）以降は熊本都市圏に乗り入れている他社と共通の「漢字1文字」と「アラビア数字」を組み合わせた番号を用いている、数字のみの番号は実質的には使われていない。かつては、番号を表示せず、各路線ごとに異なる動物のイラストを描いた路線番号板を車両前面に掲出していたが、1996年4月1日に系統番号の使用が開始されたため中止した。
| 旧番号 | 路線名             | イラスト       | 備考 | 担当営業所 （臨時増発等のぞく） |
| ------ | ------------------ | -------------- | --- | ------------------------------- |
| 1      | （第1環状線）      | （ゾウ）       | 2009年4月に都市バスへ譲渡 | 本山                            |
| 2      | （第2環状線）      | （ウシ）       | 八王寺環状線と子飼渡瀬線に分割され廃止 | 小峯                            |
| 3      | （池田大窪線）     | （ツバメ）     | 2005年4月に大窪方面の系統を産交バスへ移譲。残った系統（池田京町線）も2011年4月に都市バスへ譲渡 | 上熊本                          |
| 4      | 小峯京塚線         | ライオン       | 2015年3月をもって運行を終了。2015年4月に都市バスへ譲渡。 | 小峯                            |
| 5      | （川尻帯山線）     | （ハト）       | 2004年6月に川尻町方面の系統を産交バス・熊本バスへ移譲。残った系統（帯山線）も2012年4月に都市バスへ譲渡 | 小峯・本山                      |
| 6      | （島崎保田窪線）   | （シカ）       | 2012年4月に都市バスへ譲渡 | 小峯・上熊本                    |
| 7      | （子飼長嶺線）     | （イヌ）       | 2006年1月に廃止 | 小峯・上熊本                    |
| 8      | （楠城西線）       | （ワニ）       | 2008年4月に蓮台寺・熊本駅・交通センター - 竜田口駅・楠団地・武蔵塚駅の系統を産交バス・電鉄バスへ移譲。営業所からの出庫ダイヤであった上熊本駅→竜田口駅・楠団地・武蔵塚駅の系統は廃止。残った城西校 - 交通センターの系統は大江城西線へ、2010年4月に大江城西線も都市バスへ譲渡 | 上熊本・本山                    |
| 9      | （流通団地線）     | （ウマ）       | 2009年4月に都市バスへ譲渡 | 本山                            |
| 10     | （秋津健軍線）     | （パンダ）     | 旧・野口健軍線。2005年4月に春日校経由のアクアドーム系統を産交バスへ譲渡、2009年4月熊本駅・島団地経由のアクアドーム系統も都市バスへ譲渡、2013年4月残りの全線を都市バスへ譲渡                                                                                                 | 小峯・本山                      |
| 11     | （御幸木部線）     | （ワシ）       | 御幸木部町系統は2007年4月に熊本バスへ譲渡、川尻町系統は廃止 | 本山                            |
| 12     | （花園柿原線）     | （タヌキ）     | 2011年4月に都市バスへ譲渡 | 上熊本                          |
| 13     | （川尻（国道）線） | （サル）       | 2005年4月に産交バスへ移譲 | 本山                            |
| 14     | （画図線）         | （トラ）       | 2008年4月に熊本バスへ移譲 | 小峯                            |
| 15     | （池田健軍線）     | （カンガルー） | 2011年4月に都市バスへ譲渡 | 小峯                            |
| 16     | （健軍長嶺線）     | リス           | 2013年4月に都市バスへ譲渡 | 小峯                            |
| 17     | （川尻土河原線）   | （インコ）     | 廃止 | 本山                            |
| 18     | （東町団地線）     | クジラ         | 2013年4月都市バスへ譲渡 | 小峯                            |
| 19     | （中央環状線）     | （キリン）     | 2009年4月に都市バスへ譲渡 | 本山                            |
| 20     | （昭和町線）       | （ダチョウ）   | 2011年4月に都市バスへ譲渡 | 小峯・上熊本                    |
| 21     | （高平団地線）     | （ネズミ）     | 2007年7月に電鉄バスへ移譲 | 上熊本                          |
| 22     | （熊本駅県庁線）   | （ネコ）       | 2012年4月に都市バスへ譲渡 | 小峯（本山担当は先に廃止）      |
| 23     | （上熊本線）       | （ペンギン）   | 2011年4月に都市バスへ譲渡 | 小峯・上熊本                    |
| 24     | （長溝団地線）     | （ウサギ）     | 2009年4月に都市バスへ譲渡 | 本山                            |
| 25     | （上熊本車庫線）   | （ニワトリ）   | 共同運行時にはイラストなしになっていた。2010年4月に都市バスとの共同運行を開始し、2011年4月に全便移管 | 上熊本                          |
| 26     | （川尻県庁線）     | （ミミズク）   | 廃止 | 本山                            |
| 27     | （本山車庫線）     | （なし）       | イラストなし。2009年4月に都市バスへ譲渡 | 本山                            |
| 28     | （八王寺環状線）   | （サイ）       | 2009年4月に都市バスへ譲渡 | 本山・上熊本                    |
| 29     | （子飼渡瀬線）     | （ハクチョウ） | 2010年4月に都市バスへ譲渡。営業所から出入庫の交通センター - 小峯営業所の系統は廃止 | 小峯                            |
| 30     | （熊本城周遊バス） | （なし）       | 2006年10月に民間移譲 | 上熊本・本山                    |
| 31     | （熊本駅長嶺線）   | （イノシシ）   | 2012年4月に都市バスへ譲渡 | 小峯                            |
| 32     | （渡鹿長嶺線）     | （カメ）       | 2014年4月に都市バスへ譲渡 | 小峯                            |
| (33)   | （大江城西線）     | （ワニ）       | 2010年4月に都市バスへ譲渡 | 上熊本                          |

## 関連文献
- 大眉一末『熊本市政五十年史』九州中央新聞社、1939年。doi:10.11501/1267948 。309頁、418頁、438頁、453頁、516頁 。
- 木村俊作 編『熊本県案内』熊本市三大事業記念国産共進会熊本県協賛会、1925年。doi:10.11501/921105 。1頁 。
- 熊本市 編『熊本市史』熊本市、1932年。doi:10.11501/1209620 。835頁、872頁 。